# Felsőnyék
Felsőnyék község Tolna vármegyében, a Tamási járásban található. Magyar település, melynek történetét Magyarország történelméhez hasonlóan: a népvándorlás, a királyok, nemesek csetepatéi alakítják, az egyházak helybeli története, az itteni népszokások, a település épületeinek építészeti stílusa mind ezt adják vissza. A falu több országos hírű tudósnak, így Bakonyi István történésznek, Jánosi Gyula bencés szerzetesnek, illetve európai hírű egyházalapítónak, Méliusz Juhász Péternek a szülőhelye.
Történelmi jelentőségére, azaz a kelták korabeli földvárra Miklós Zsuzsa (1948–2014) régész ásatásaival, publikációival, illetve a 19. században Wosinsky Mór régész, író (avar gyűrű) is rávilágítanak.
Kríza Ildikó néprajzkutató (jelenleg nyugállományú MTA kutató) az országban elsőként itt gyűjtötte és értelmezte a halottbúcsúztató énekek műfaját. A Felsőnyéki halottbúcsúztatók című könyvben összegyűjtött, 300 évet átfogó népénekek hasonlóságot mutatnak az ugyanilyen műfajban Erdélyben kialakult búcsúztatókkal.
A település történelmét tekintve az ország egyik ütőerén elhelyezkedő község. A „De sagittis Hungarorum libera nos Domine!” szerzetesi intés nyugaton a Nyék törzs vándorlásai után született. 1315-től írott formában is nyomon követhető történelme. Mojs nádor, a Kőszegi család, Csák nemzetség, illetve később a Dombai család, Montenuovo, Werbőczi, Batthyány-Strattmann hercegi családok hagyták itt történelmi és fizikai nyomaikat. Az 1848/49-es szabadságharcban Deák Ferenc, a haza bölcse itt lelt menedéket egy időre, és Csaplár Ignác honvédszázados, a falu későbbi plébánosa 28 csatában vett részt. Az első és a második világháborúból is kivette részét a település, hiszen lakói közül katonaként összesen 133-an estek el.
Településszerkezetét tekintve tipikusan szalagos szerkezetben kialakult település. A néhány ezeréves földerődítmények mellett több még talpon álló, 200-300 éves házzal, építménnyel (löszbe vájt pincesor) rendelkezik a falu.

## Eredete

### A Nyék törzsnév etimológiája
A Nyék magyar törzs neve a nyék közszavunkkal egyeztethető etimológiailag. Ennek eredeti jelentése ’kerítés, sövény, elkerített hely, erdei kert’ lehetett. A magyar nyelv értelmező szótára szerint a nyék szó három jelentéstartalma is elkülöníthető: jelenthet vadaskertet; továbbá akolt, cserényt, ahol körülkerített, árkolt területen állatokat (ló, szarvasmarha) tartottak; a harmadik értelmezése pedig táj, vidék, környék.
A nyék szó eredete vitatott. Az egyik felfogás szerint a ugor eredetű, eredeti jelentése egy védett, erdős óvhely, bekerített hely.
Egy másik elmélet szerint azonban a nyék nem feltétlenül ugor eredetű, hiszen esetleg egy hasonló hangzású kirgiz és baskír szóval is összefüggésbe hozható, ezek jelentése ’bekerített ágyás, árokpart, szegély, perem.’

### A Nyék törzs története
Álmos 839 és 850 között, Kijevben maga képviselte a vezéri Megyer törzset, elvette a legerősebb Nyék törzs vezérének, a kazár érdekeltséghez tartozó határőr-törzs kánjának leányát, így örökölte az onogur törzs vezetését is. Ettől kezdve az uralkodó családnak mindig két törzse volt. Később, a Kazár Birodalom legnyugatibb részének védelmére szervezett gyepűk másik két onogur törzsét, a Kéri és a Keszi törzsét szintén a szabir-magyar törzsek körébe vonta.
Árpád éppen 20 éves volt, mikor apjától, Álmostól átvette a Nyék törzs vezetését.
A vérszerződés után Árpád vezérlete alatt még az Etelközben a délnyugati határt védték. A bolgár hadjáratban Levente, Árpád első fia, életét vesztette, a törzs maradványait alvezérei telepítették le a Kárpát-haza (szintén) délnyugati gyepűire (letelepedési rendben Zala, Somogy és Vas későbbi területein).
Levente (Teveli, ahogy krónikáink hívják) első fia, Kál vette át a fővezéri és a törzsszövetségben a bírói méltóságot, amit fia, Vérbúlcsú (Bulcsú harka) (horka) örökölt. Bulcsút harminc esztendeig félte a Nyugat. Róla meséltek egész Európában, a szerzetesek imájukba foglalták a fohászt: „De sagittis Hungarorum libera nos Domine!” (A magyarok nyilaitól ments meg, Uram, minket!).

### Nyék törzsnévi eredetű településnevek
Lásd: Nyék.
Török Sándor a törzsnévi eredetű településnevek közel teljes számbavétele során 27 Nyék törzsi helynevet talált.
Azonban „a legújabb listák sem tekinthetők véglegesnek, mert történeti-földrajzi munkák során a múlt század dereka előtti forrásanyagból kerülnek újak elő, s egyesekről kiderül, hogy nem sorolhatók közéjük.” 
Korábban közvetlenül a népnévből eredeztette a népnévi neveket a magyar történeti és régészeti irodalom.
A jelenlegi felfogás szerint ez nem feltétlenül van így: elképzelhető, hogy egyes esetekben a népnév előbb személynévvé vált, majd a személynévből született meg a helynév, rendszerint a birtoklás kifejezésére.

## A község címergrafikájának jelentése
- Fehér ló: Pogány Gödör néven ősi, misztikus helyen bemutatott fehér-ló áldozatokra utal.
- Nyílvesszők (3 db): A magyarok (konkrétabban a Nyék törzset vezető Bulcsú horka) nyilaitól ments meg, Uram, minket – mondották a nyugati szerzetesek rettegve.
- Stilizált várfal: A várhegyen valamikor a középkorban álló 3 tagú tégla-kő-palánk várra utal.
- A címerpajzsot körülvevő szőlővesszők: a szőlőtermesztő borvidékre és az 1893-as bortörvény biztosította árusítói jogokra mutató stilisztika.

## Fekvése
A település a hat nagytáj közül a Dunántúli-dombsághoz tartozik. A tájat a Balaton, a Sió-völgy, a Kapos völgye és a Külső-Somogy hordalékkúpja határolja. Felsőnyék a Tolnai-Hegyhát kistáj részébe illeszkedik. Esterházy Pál nádor a török idők után rendezte véglegesen Baranya, Tolna, Somogy vármegyék határait, így került 1696-ban véglegesen Nyék is Tolna megyéhez.
A Tolnai-dombság földtani szerkezete mozgások következtében alakult ki. Az alaphegység tömbjei északnyugat-délkeleti és az erre merőleges szerkezeti vonalak mentén sakktáblaszerűen töredezett fel, illetve pikkelyesen süllyedt meg. Ennek megfelelően a pannóniai üledék a sakktáblaszerű vetőrendszer mentén lépcsőzetesen helyezkedik el. A pannon agyag és homok a meredek északnyugati lejtőkön előbukkanva, a hátak peremein és a lejtők aljában tör a felszínre. A hosszú délkeleti lejtőket 10–20 m körüli vastagságú, típusos lösz fedi, ami a leggyakoribb felszínközeli kőzet.
Az eróziós, deflációs völgyekkel tagolt dombságban a délkeleti kitettségű felszíneken lefutó patakok vizét, íves vonalú keresztvölgyekben a nagyobb vízfolyások (Kis- és Nagy-Koppány, Kapos) a táj keleti határán folyó Sióba vezetik. A község is egy ilyen patak, a Tita mentén szalagfaluként alakult ki (ellentétben a mesterségesen létrehozott, hálós szerkezetű, szomszédos Fürged községgel). A talajvíz a domborulatok alatt 20–40 méter, míg a völgyekben 2–4 méter mélységben tárolódik. A táj jelentősebb állóvizei közé tartozik az ozorai, a tamási és a felsőnyéki halastórendszer.
A településen a Nagyszokoly-Szabadhídvég között húzódó 6409-es út halad keresztül, emellett öt számjegyű országos közútnak számít még 64 314-es számozással a belterület egy rövid útszakasza, amely a szinte teljesen megszüntetett (és ezen a szakaszon fel is számolt) Dombóvár–Lepsény-vasútvonal hajdani Felsőnyék megállóhelyére vezetett.

## Történelme
Ősidők óta lakott vidék, melyen minden történelmi kor hagyott emléket maga után. Már a kőkorszakban lakott volt.
1981–1984 között, a Miklós Zsuzsa régész vezette ásatáson zsugorított csontváz is előkerült, amely jobb oldalán, kelet felé fordítva feküdt. Talán a felkelő nap az, melyben nemcsak éltetőjüket, hanem járatlan utaikon az irányító vezért ismerték. A zsugorított halottak helyzete, megfelel az anyaméh foetusa (magzata) helyzetének. Amilyen helyzetben született az ember, ugyanazon helyzetben fektették földi pályája befutása után tetemét közös anyánk, a föld ölébe (méhébe), hogy a túlvilági második születés alkalmával természetes helyzetben találtassék.
A Tolna megyei zsugorított halottakkal több régészeti munka is foglalkozik. Hasonló temetkezések kerültek elő sok más mellett például Anarcs és Kisvárda között. Ezen a vízfolyásokkal körülvett, lápos, mocsaras tájon régészeti leletek tanúskodnak a kőkori, a vaskori és a bronzkori ember életéről.

### Földerődítmények

#### Kollárt pusztai földerődítmény
Több holdra kiterjedő földerődítmény volt egy fennsíkon a Sió mellett. Wosinsky Mór szerint felépítménye hasonló volt az avar gyűrűkéhez. Theil ezredes térképén még Pusztavárdomb néven szerepel.

#### Várhegy

##### Felépítése
A vár négy részből áll; az első és középső részét már a bronzkorban használták. Az erődítés és a kúpmagasítás a – tatárjárás utáni – 13–14. században készült (erre utalnak a hullámvonalas, fogaskerék-díszítésű fazéktöredékek).
Az első részben a középkorban egy faszerkezetű elővár és egy téglaépület épült.
A török pusztítás után nem épült újjá.

##### Tartozékai, hozzátartozó területek
1453 – Nyék, Horhi, Fürged helységek, Szakcs mezőváros
1557 – Nagynyék, Kisnyék, Horchy, Maryiad, Ferghed (Tolna megye) Hydwegh, Kapuse, Peel, Orozy, Eghred (Somogy megye)

##### A vidék és a várhegy története
A várhegyen lévő földvár a kelták 500 éves uralmának idején épülhetett Kr. e. a 4. században.

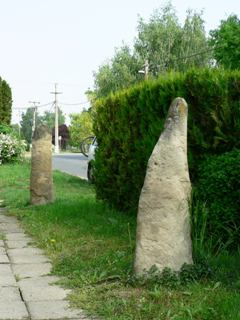
Róma-Aquincum útvonaljelző mérföldkövek

A kelták uralmát a rómaiaké követte. Kr. u. 8-tól Fortiana (Felsőnyék római neve – más utalások szerint Simontornya római neve), fontos helyőrség, hadi és kereskedelmi utak csomópontja volt. E kor nyomait őrzi a máig „katonaút”-nak nevezett út a Garáb hegyen.
A rómaiak alakították ki a Sió csatornát is, hogy vele a Pelso (Balaton) mocsarait lecsapolják.
A rómaiakat a 4–5. századi népvándorlás űzte el. Ekkor lett Pannonia a népek országútja. Éltek itt hosszabb-rövidebb ideig keleti gótok, hunok, gepidák, longobárdok, avarok, bajorok, szlávok és magyarok. A honfoglalás után Árpád fejedelem törzsének, a Megyer törzsnek a letelepedési területéhez tartozott a vidék. A Nyék törzs eredetileg a Temesközt kapta, csak I. István tudatos, a törzseket (szét)telepítő politikája nyomán jutottak el ide is (emiatt van az országban több Nyék nevű település is).
Szent István király intézkedései szerint minden tíz falunak templomot kellett építenie. Nyék egy 1138-as irat szerint Könyves Kálmán király fivére, Álmos herceg által alapított önálló plébánia, a dömösi prépostsághoz tartozott.
I. László király besenyőket telepített a területre.
A várhegy 180 m magas tengerszint feletti földkúpján lévő földvár helyén épített vár – Miklós Zsuzsa régész ásatásai szerint – 13. századi eredetű. Első említése 1315-ből való. A vár politikailag jelentős volt, mivel a nagy hatalmú Kőszegi család birtokolta, akiknek hatalmát Károly Róbert szívós harcokban tudta csak megtörni. Csák Máté halála után a király a Csák nemzetségre birtokcserét kényszerített, és fontos dunántúli váraikért cserébe Dombó és Nyék – egyébként szerény – várát kapták. A család a Csák név helyett rövidesen áttért a Dombai név használatára.
A 15. században Mojs örökében a Dombay családot találjuk. Dombay Pál, Mátyás király lovászmestere volt.
1459-ben fordulat következett be a megyében, és az addig kevés tolnai birtokkal rendelkező országos méltóságok után a megyei főispáni rangot a helyi nemesség szerezte meg. Ettől kezdve a Györgyi, a Bodó és a Dombai család tagjai váltogatták egymást, ill. együttesen voltak a megye élén, egészen 1501-ig. Ezt követően sem szűnt meg szerepük a megyében, mivel a vármegye országgyűlési követei közt tűnt fel Dombai vagy Dombay Pál és Miklós neve. Pál 1500-ban királyi tanácsos, 1514-ben esküdt ülnök, a Hármaskönyvet vizsgáló bizottság tagja volt. A Dombai (Dombay) család volt 1557-ig Nyék birtokosa, ekkor adta a már pusztaként említett települést I. Ferdinánd a Batthyányaknak. (Dombó (Dombay) Pálnak, a kiváló jogtudósnak, II. Ulászló kedves emberének kőkoporsóját 1760-ban találták meg a templom romjai között. Rajta a felirat büszkén hirdette: „Ezek Dombó Pál hamvai, aki azon tartománynak az ura volt, amely a Sió és a Kapos között terült el.”)

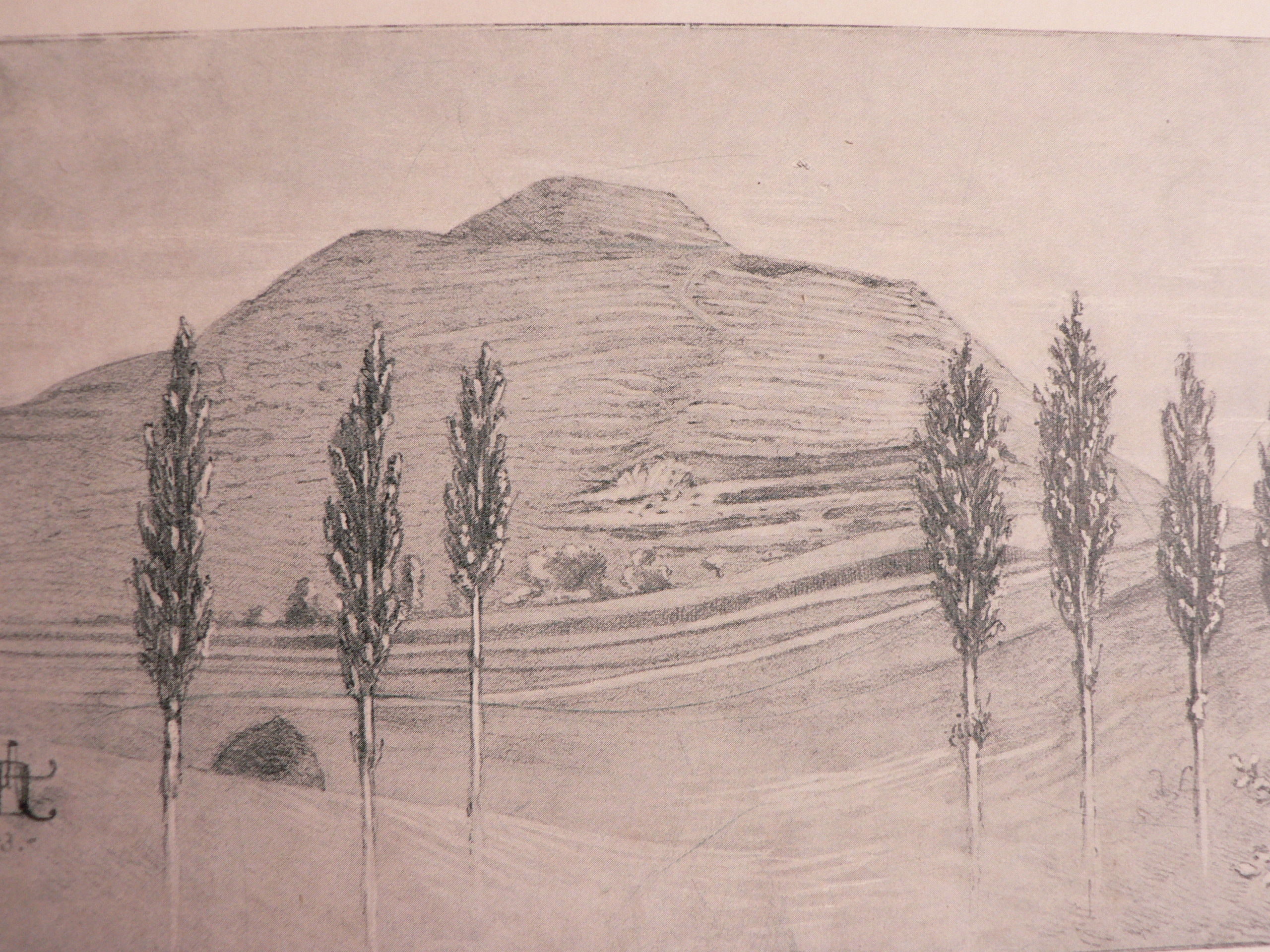
A Felsőnyéki várhegy látképe a 19. században

 Őt a templom kriptájába, illetve egy 1760-as irat szerint a barátok temetőjébe kőkoporsóba temették el. 
A Dombay családtól sógorság útján került a település a Werbőczi család fennhatósága alá. A 16. században királyi adomány eredményeként a Batthyány-Strattmann Fülöp herceg volt a község első kegyura. Régi helyén, kisebb méretben ő építtette újjá a templomot.
Felsőnyéknek 1841-ben lett önálló plébániája. Leányági öröklés útján szállt Nyék, herceg Montenuovo Vilmos Albertre, akitől unokája, Montenuovo Nándor (nagyszülei a németújvári Batthyány-Strattmann Júlia és Montenuovo Vilmos Albert herceg az olasz forradalom és a magyar 1848-49-es szabadságharc osztrák oldali résztvevője, később Csehország kormányzója) örökölte tovább. A faluban az 1836 körül átalakított római katolikus templom 15. századi falmaradványokat őriz. A herceg képe a szentélyt és a hajót elválasztó homlokzaton, címere (ill. felmenői – Batthyány-Strattmann – címere) a sekrestye falán ma is látható.
Az eredeti plébániaépület a Cziráki ház volt, melyet 1898-ban cseréltek el a szomszédos, a mai öregek Napközi otthona épületére. A kommunista hatóság ezt mint egyházi birtokot államosította. Helyette készpénzt és az ún. karitászházat kapta az egyházközség.
A hajdani plébániához tartozó földekre, szőlőkre (1942-ben 59 kataszteri hold 1428 négyszögöl földet jelentett) 1990–91-ben az egyházközség nem adta be visszavételi igényét.
Deák Ferenc, amikor – az orosz intervenció miatt – már nem kapcsolódott be az országgyűlés munkájába, reménytelennek ítélte és emellett elhibázott döntésnek tartotta a Habsburg-ház trónfosztását. Más megoldás nem lévén, ismét csak Kehidára tért vissza, de az őszi hónapokban ezt sem tartotta biztonságosnak, és Vas Gerebennel együtt a felsőnyéki pap, Komáromy István házában tartózkodott (rejtőzködése 1849-ben, a szabadságharc bukása után, néhány hétig tartott).

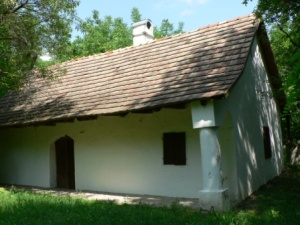
A Deák-pince

 Részletesebben: a rejtőzésben alkalmas helyet, a környezetet és a vendéglátókat jól ismerő Vas Gereben választotta ki. Komáromy István felsőnyéki, Felsőbüki Nagy János akkor Tótkeszi, ma Magyarkeszi, Szekfű Mihály ozorai, Köves János enyingi plébános megbízható volt magyarságáról és vendégszeretetéről. Hozzájuk vitte „a haza bölcsét” a közeli (fürgedi) születésű „Ispánjóska”, vagyis Vas Gereben.
A nyéki emlékprésház mind a Deák-legenda miatt, mind építészeti szempontból különösen becses.
Felsőnyékről legtöbbet attól a Kiss Lászlótól tudhatták meg az utódok, aki élete végéig a présház féltő gondnoka volt. A Kiss nevezetű kántortanítók nemzedékei 112 évig szolgálták a falut. Összegyűjtötték a halottbúcsúztató énekeket, s lejegyezték a múlt századi temetési szokásokat.

### Urai, kegyurai – a várhegy korszakai
- Mojs nádor és fia (francia származású főúri család, II. Endre király keresztes seregével megjárta a Szentföldet; ennek hatására építhették a római katolikus templomot is 1223, illetve 1280 körül)
- 1315: Sinka mestert Károly Róbert érdemeiért megerősíti birtokaiban.
- 1316: Kőszegiek (Kőszegi nemzetség) (Kőszegi Jánostól – Kőszegi Henrik fiától – 1316. június 13-án, a második ostrom során Károly Róbert visszafoglalta a várat).
- 1326: Csák nemzetség  (Csák Péternek adja cserébe Károly Róbert Nyék várát, eredetileg Csák nemzetség néven, de Csák Máté halála után Dombai – esetleg Dombay – 1457-ig.
- 1523: Dombay János és Wolfgang Miklós között peregyezség született (eredmény: két várnagy tartása; tulajdonosa D. János)
- 1526: Dombay János főispán (kezdetben Ferdinánd-, majd János-párti) birtokolja a Várhegyet és tartozékait.
- 1557: Dombai János (fia Dombai Pál, Tolna megyei főispán: az ő hamvait találták meg a római katolikus templomban) özvegye, Gersei Pethő Krisztina az ekkorra már elpusztult várért küzdött.
- 1459-től 1501-ig Györgyi, Bodó és Dombai családok váltakozása (helyi nemesek)
- Werbőczi család
- Batthyány család (Herceg Batthyány-Strattmann Fülöp, 1841–1870, és Julianna, 1870–1871)
- Montenuovo család (Montenuovo Vilmos, azaz Wilhelm von Montenuovo császári altábornagy (1821–1895), Vilmos fia, Montenuovo Alfréd, azaz Alfred von Montenuovo császári és királyi főudvarmester (1854–1927), és ennek fia, Montenuovo Nándor, azaz Alfred Ferdinand von Montenuovo (élt 1888–1951, birtokos 1927–1945).[26](Megjegyzés: A Montenuovo név a német Neipperg/Neuberg grófi családnév olasz tükörfordításából keletkezett, és 1864. július 20-tól Ferenc József császár engedélyével használatos.)[22]

## Közélete

### Polgármesterei
- 1990–1994: Cseke István (független)[27]
- 1994–1998: Cseke István (független)[28]
- 1998–2002: Ács István (FKgP)[29]
- 2002–2006: Ács István (független)[30]
- 2006–2010: Ács István (független)[31]
- 2010–2014: Dr. Balogh Béla Gyula (független)[32]
- 2014–2019: Debella László (független)[33]
- 2019–2024: Debella László (független)[34]
- 2024– : Debella László (független)[1]

## Növény- és állatvilága

### Kollárti-rét
A Kollárti-rét helyi jelentőségű természetvédelmi terület. Tolna megye északi részén, Felsőnyék község határában, a Sió csatorna mentén helyezkedik el. Területének nagysága 31 ha.
A rét a Sió menti mocsárvilág maradványa. A Sió medrét már 1865-ben szabályozták, ezzel csökkentve a Siót övező mocsarak területét. Az 1930-as években a területen nyílt árkokat építettek, melyek a Sió csatornába történő víz levezetésére szolgáltak. Ennek eredményeképp szárazabb lett a rét.
Jelenleg a terület mélyebben fekvő, nedvesebb része kiszáradó láprét. A magasabban fekvő helyeken üde kaszálórét van. A rétet száraz nádasok és rekettyefüzek tarkítják.
A kollárti rét 1993. július 14-től számít természetvédelmi területnek. Természetvédelmi szempontból elsősorban növényvilága miatt fontos. A védetté nyilvánítást a mocsári kosbor (Orchis laxiflora) és a hússzínű ujjaskosbor (Dactylorhyza incarnata) jelenléte indokolta (természetvédelmi értékük 10 000 Ft/tő).
A kosborok az orchideák hazai rokonai. A kosborfélék a terület felszínének és növényzetének viszonylagos háborítatlanságát is jelzik, úgynevezett indikátorszerepet töltenek be. Az indikátorszervezetek olyan szűk tűrésű fajok, amelyek jelenlétükkel, hiányukkal, pusztulásukkal könnyen észrevehetően jelzik a számukra fontos tényezők változását.
A védetté nyilvánítás idején még nem volt ismert, hogy a réten megtalálható a keskenylevelű gyapjúsás (Eriophorum angustifolium) állománya is.
A fentebb leírt védett növények a rét mélyebben fekvő, nedvesebb részein élnek.
A Kollárti-rét madártani szempontból is fontos. Tavasszal előfordul a piroslábú cankó és a sárszalonka. A szürke gém és a bakcsó is itt keresi táplálékát, akárcsak a rét közelében fészkelő egerészölyvek. A faluban fehér gólyák már nem költenek. Költési időszakban azonban megfordul még itt rozsdás csaláncsúcs, nádiposzáta, kakukk, sárga billegetők, erdei fülesbagoly, gyöngybagoly, jégmadár, énekes rigó, csilpcsalpfüzike is.
A községi önkormányzat védetté nyilvánítási rendeletének melléklete tartalmazza a terület kezelésére vonatkozó szabályokat.
- Erdők növényzete jellemző növényzete: telepített akác, nyár, tölgy, kökény, som, bodza
- Vizek környéki növényzet (halastavak, patakok, Sió) jellemző növényzete: nád, gyékény, rekettyefüzek
- Emlősállatok: gímszarvas, őz, vaddisznó, róka, borz, aranysakál, kisemlősök
- Halak:
  - a Sióban: csuka, domolykó, keszegfélék, szivárványos ökle, naphal, fenékjáró küllő, ezüst kárász
  - a Tita patakban: szezonálisan ezüstkárász, ponty
- Madarak: nádiposzáta, kakukk, pacsirta, barázdabillegető, zöldike, csilpcsalpfüzike, baglyok, egerészölyv (lásd fent)

## A községet körülvevő puszták világa

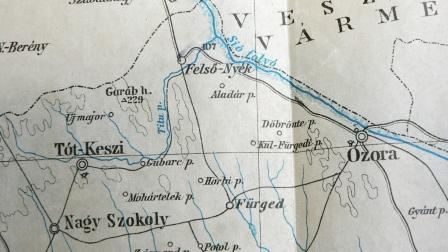
Felsőnyék környéki puszták a XIX. sz.-ban Gönczy P. nyomán

Magyarország művelhető területeinek csaknem felét a puszták cselédjei művelték a 19. sz. végén és a 20. század közepén. A Dunántúli puszta a nagybirtokok közepén épült; cselédlakások, istállók (ököristálló), fészerek és magtárak együttesét jelentette.
A gazdatiszt (amennyiben volt kastély a pusztán), esetleg az ispán, valamint a főgépész is itt éltek. A cselédek egy tető alatt, hosszú, földszintes házakban laktak. A szolgálatból kikopott cselédek és napszámosok a zsellérek tömegét gyarapították a közeli falvakban.
Az istállók és fészerek között találomra elhelyezett cselédházak (kocsisok, ökörhajtók, béresek, dohányföldeken dolgozók házai) előtt és mögött egy pár lépésre sorakoztak a cselédek konvencióban engedélyezett disznainak és tyúkjainak ólai.
A pusztákat sohasem hagyták el, még vásárnap sem. Erkölcsében, szokásában és világfelfogásában a falvakban lakóktól lényegesen különböztek.

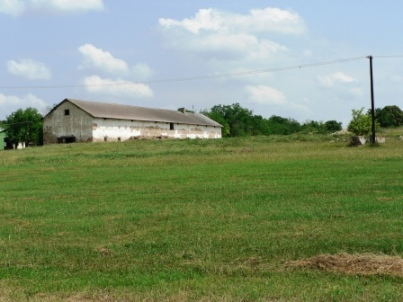
Rebec puszta, 2007.

A község határában számos puszta állt és áll a mai napig is: Rebec puszta, Horhi puszta (a török előtti időkben tekintélyes falu volt), Sári puszta, Aladár puszta, Külfürgedi puszta, Farkasházi major, Döbrönte puszta, Gubarc puszta, Új major, Molnártelek (Mohartelek!!) puszta, Kollárt puszta, Váradi tanya.

## A község és a környéki települések kapcsolata
- Ozora-Felsőnyék: A 19. század elején, 20. század elején jelentős volt a két település közötti terményszállítás. 1929-ben az alispán rendelkezett az Ozora–Felsőnyék-kövesút építéséről. Ozora a költségek harmadát azzal a feltétellel vállalta, ha a többit Felsőnyék, Fürged, Majsamiklósvár állja. 1936-ban Ozora főjegyzője azzal az indokkal kezdeményezett útépítést, hogy a terményforgalom zöme Felsőnyék felé megy, arra „kedvezőbb az értékesítés, mint Pincehely felé”, másrészt az ottani lakosok az ozorai hetivásárok tömeges látogatói. Ehelyett 1939–40-ben elkészült az Ozora és Fürged közötti bekötőút. Ezzel megoldódott a vasúti szállítás kérdése. Felsőnyék felé az út kiépítése mindmáig csak Döbrönte-Újtelepig történt meg.[37]

- Fürged-Felsőnyék: Fürged – több kisebb-nagyobb pusztaként – egészen a 19. századig a hercegi birtoktest részeként Felsőnyék községhez tartozott. Pusztai gazdaságát, szellemi életét (Vasgereben) tekintve azonban jól elkülönült.
- Magyarkeszi-Felsőnyék: A közöttük lévő kapcsolatot a településeket összekötő út jelentette, azonban a két falu nemzetiségeit tekintve elkülönült.
- Szabadhídvég-Felsőnyék: A történelem folyamán a községek hol egy megyéhez, hol külön megyéhez kerültek. Ebből adódóan alakult a kapcsolatuk. A két község közötti szálat köldökzsinórként az 1980-as évekig fennálló vasút jelentette.
- Mezőkomárom-Felsőnyék: A Felsőnyék határában lévő római katonaút Mezőkomáromon mint kereskedelmi központon keresztül vezetett Aquincumig.
- Nagyberény-Felsőnyék: A történelem folyamán közvetlen kapcsolat nem mutatható ki.

## Népesség
A település népességének változása:
| Lakosok száma | 1029 | 1005 | 978  | 985  | 1029 | 1000 | 1005 |
|               | 2013 | 2014 | 2015 | 2021 | 2022 | 2023 | 2024 |

A 2011-es népszámlálás során a lakosok 86,1%-a magyarnak, 5,8% cigánynak, 0,7% németnek, 0,2% örménynek, 0,2% ukránnak mondta magát (13,7% nem nyilatkozott; a kettős identitások miatt a végösszeg nagyobb lehet 100%-nál). A vallási megoszlás a következő volt: római katolikus 41,8%, református 17,4%, evangélikus 0,8%, görögkatolikus 0,2%, felekezeten kívüli 12,5% (22,3% nem nyilatkozott).
2022-ben a lakosság 90,3%-a vallotta magát magyarnak, 5% cigánynak, 0,6% németnek, 0,1-0,1% bolgárnak, szlovénnek és ukránnak, 1,5% egyéb, nem hazai nemzetiségűnek (9,3% nem nyilatkozott; a kettős identitások miatt a végösszeg nagyobb lehet 100%-nál). Vallásuk szerint 36,9% volt római katolikus, 13,8% református, 0,5% evangélikus, 0,2% görög katolikus, 2,8% egyéb keresztény, 1,5% egyéb katolikus, 17,7% felekezeten kívüli (26,6% nem válaszolt).

## Kultúra, vallás, hagyományok

### Vallások, hitközösségek

#### Honfoglalás korabeli vallási emlékek
A község címerében nem véletlenül egy fehér ló grafikája található. A ló a felülről kapott, kegyelemből hozott asztrális képességek szimbóluma. Jelképezi az emberen belül azokat a veleszületett képességeket, amelyekkel a magasabb világokba beleláthat.
A magyaroknál évente egyszer volt egy úgynevezett fehérló-áldozat. Ilyenkor az ember (táltos közvetítésével) a fehér ló által hordozott és közvetített Nap-erőket fel tudta venni. Később, mikor a magyarság felvette a manicheizmust és a kereszténységet, „áttért a vértelen áldozatokra” (gabona, szőlőlé, bor felvétele). Az állatáldozatok helyett megjelent az Úrvacsora mint vértelen áldozat. A Pogány Gödörnek nevezett részen (mai Potyka-tó területe) történtek az áldozatok bemutatása, ezáltal az asztrális világgal történő kapcsolattartás. Ugyanaz volt a célja, mint a fehérló-áldozatnak.
A magyarság által használt és tenyésztett lótípusnak neve szaki. A fajta Belső-Ázsiában is megtalálható. Hasonlatos a ma élő székely pónikhoz (közepes termet, zömök test, vastag láb és nyak, pici hegyes fülek, s az egészen nagy hőmérséklet-ingadozást is kitűnően viseli).
Az ősi magyar hitből kiderül, hogy a lovat a magyarok eredetileg a folyóistenekkel társították. A Pogány Gödörnek nevezett részen 7 forrás ontja a mai napig is vizét, tehát a hely szakrális jellege adott volt. A folyó, a víz alapvetően Hold-jellegű princípium és – a táltos lovakat kivéve – a lovakat a Hold-erőkhöz, a Hold-princípiumhoz társították (például Mátyás király mesebeli lova Holdas névre hallgatott).

#### Mai vallások
A településen három vallási közösség van: a nazarénus közösség, a református gyülekezet és a római katolikus hitközség.

### A nyéki harangok szava
A harang használata szorosan összekapcsolódik a vallásosság helyi gyakorlatával. A harang legfontosabb funkciói közé tartozik a temetésre hívás, az imára szólítás, a viharűzés, a veszélyre felhívás (tűz, víz, háború).
A római katolikus templomban két harang van. A nagyobbikat a Szent Kereszt tiszteletére 1798-ban (163 kg, míg a kisebbiket Szűz Mária tiszteletére 1777-ben öntötték (80 kg).
Felsőnyéken a keresztényeknél májustól októberig a harangszó esténként a rózsafüzér elimádkozásához hívta a híveket. Másként szól(t) a harang temetésekre készülve (fiatal, asszony vagy férfi halottat megkülönböztetve), és másként veszély, csapás bekövetkeztekor (tűz, víz). Az 1900-as évek kezdetén született öregek még meg tudták különböztetni a harang szavának cifrázásából akár a halott nemét is.
A református templom tornyában lévő (420 kg-os) harangot 1928-ban készítette Szlezák László harangöntő mester.

### A gyógyítás
Az „ijedés” gyógyítása Jézus szenvedéstörténetére utal vissza. A kisgyerek fejére keresztrajzolás közben a következőket mondták: Rajtad ez az ijedelem ne maradjon meg, mint az Úr Jézus Krisztuson a Getsemáne-kerti ijedelem.

### Halottbúcsúztatók
A sírás, siratás mind pszichológiai, mind társadalmi szempontból nélkülözhetetlen. A visszaemlékezések szerint az a szép temetés, ahol hosszasan megsiratták a halottat. A pap is akkor beszélt szépen, ha könnyeket csalt a jelenlévők szemébe.
A szerző gyakran természeti képet választ, hogy retorikai fordulattal a temetés, a haláleset tragikumát ellentételezze vagy analógiába állítsa. Ez az eljárás a szerző számára lehetővé teszi az emberi sorsnak egy természeti, természetes folyamatra való ráhangolását, illetve fiatal halott esetében a halál természetellenes, tragikus, abszurd voltának hangsúlyozását.
A műfajról készített elemzésében Kríza Ildikó, s a nyomán Bartha Elek a halottbúcsúztatók három szerkezeti egységét különíti el, bár számos halottbúcsúztató csonkán maradt fenn az utókor számára. A modell az aranyosszéki halottbúcsúztató versekben is ismétlődik.
Felsőnyék három kántortanító nemzedéke jegyezte le és Kriza Ildikó néprajzkutató adta ki könyv formájában a halottbúcsúztató-gyűjteményt. A hármas szerkezetet jól tükrözi az 1866. március 16-án elhunyt, 16 éves halott búcsúja a hozzátartozóitól:
Az első rész a bevezető, melyben különböző természeti képekben (egyes szám első személyben) megszólal a halott
| Sebes tündérszárnyon eltűnt ekképpen Hová lettél, hová, viruló épségem? Halál megirigylé csendes békességem Földulá szavára én jó egészségem. |  | Éltem tavaszának derült hajnalában A halálnak estem én most birtokába Csak 16 évet éltem e világban S ily virág koromban kell a sírba szállnom? |
A második, egy érzelmi telítettséggel dagályos bevezető helyzetkép hátborzongató kifejezéssel:
| A hervadó virág bimbóit lehajtja Ha a zordon idő tövét megszaggatja: S gyenge erejével a porig hajolva Gondviselőjének lábait csókolja. |
A harmadik, záró rész a temetés soron lévő eseményére mozgósít, a halottért való imára és a halott utolsó útjára kísérésére szólítja fel a jelenlévőket.
| Én is így cselekszem jó atyám- s anyámmal Kegyes dajkáimnak megfásult ajkammal Ezer köszönetet mondok végszavaimmal Kezöket halmozom hideg csókjaimmal. Szenvedő testemmel nagy jót tett a halál Mert ártatlan lelkem már az égbe felszál Ne sírj hát felettem, kedves öreganyám Áldjon Isten téged ’s bérma-keresztanyám |  |  |  |  | Titeket is, minden kedves rokonságom Nem ölelhet immár megfásult karjaim. József, Ferenc, Rozi! 3 jó testvérim! Isten oltalmába ajánllak, kedvesim! A végső nagy napig szendergő tagjaim Halál nehéz álma lezárta szemeim Fogjátok koporsóm, kedves lyány barátim Legyetek boldogok! ez végső szavaim. |
A felsőnyéki búcsúztatók bizonyíthatóan egyetlen alkalomra készültek. Felsőnyéken nem volt szokás, hogy a megszólított közelebb lépjen a koporsóhoz, mint ahogyan ezt más vidéken feljegyezték. Itt a halott hosszas jajszóval való elsiratását tartották fontosnak. („Még meg sem siratta” – jegyezték meg rosszallóan a könny nélkül búcsúzótól.) A falubeliek számára ez volt a temetés legfontosabb része. 
Nem kéziratban terjedt folklóralkotásokról, hanem félnépi versekről van szó, amelyek szabadon éltek a kor divatos kifejezéseivel, különböző énekeskönyvekből és szerkesztett fordulatokkal.
A halott nevében (egyes szám első személyben) szóló temetési búcsúverseket papok vagy kántorok készítették és mondták el – sőt kinyomtatva is terjesztették – a temetés alkalmával, ezzel is növelve az eltávozott végtisztességét.
A búcsúztató énekek előadását a kántortanítók vallási tevékenységének tiltása rekesztette be, mivel a búcsúztatókban a rokonok sorrendjére a jelenlevők nagyon figyeltek, s egy véletlen hiba a hierarchiában családi háborúsághoz vezetett. A hierarchia okozta viharok elkerülése miatt lett a 20. század elején egyre általánosabb, személytelenebb a búcsúztató.

### A falu nyugalmának felügyelete
Egészen az 1980-as évekig fontos köztisztség volt a községben az éjjeliőré. Ő volt a falu szeme, amikor a lakosok nyugodtak. A falu egyik végétől a másikig járva, minden óra fordulását a következő (adott órára aktualizált) szöveg fennhangon történő eléneklésével jelezte:
Kilencet ütött az óra,

minden ember térjen nyugovóra

Tűzre, vízre vigyázzatok,

hogy semmi kárt ne valljatok…
A községben és a környező falvakban (Ozora) az esti órák éjjeliőr vagy bakter általi kiéneklése leegyszerűsödött formában történt – a Zala vármegyei Currensek-ben foglalt bővebb kikiáltói strófákkal ellentétben.

### Szüreti bálok
Az utóbbi 10 évben – többek között a Móricz, Debella családoknak köszönhetően – a szüreti báloknak hagyománya alakult ki a községben. Ezeket nemrégiben élesztették újra, pedig már az 1893-as bortörvény különleges jogokat biztosított a régió gazdáinak: Szent György napjától Szent Mihály napjáig boraikat szabadon árusíthatták.

### Falu búcsúja
A templom búcsúját IX. Pius pápa engedélyezte 1875-ben. Ennek napja az adott év augusztus 25-ét (Szent Lajos királyra, a templom védőszentjére utalva) követő vasárnap.

## Szülöttei, a település hírnevét öregbítő személyek
Bakonyi István vegyészmérnök
1892-ben született; vegyészmérnöki oklevelét Budapesten, 1919-ben szerezte meg. Az Ady-korrektúrák megszerzése idején 21 éves volt. Fordításai 1917-től kezdve egymás után jelennek meg, többek közt Freud, Szabó Ervin munkái, Karinthytól pedig a Capillária. Bakonyi István nyelvész később az ido nemzetközi nyelv egyesületének alelnöke lett. A nemzetközi nyelvekkel foglalkozó körökben számontartott tudós.
 Méliusz Juhász Péter (Méliusz Horhi Juhász Péter) lutheránus, ill. református prédikátor
Méliusz Juhász Péter (Méliusz Horhi Juhász Péter) lutheránus, ill. református prédikátor
1536-ban született a Felsőnyék és Fürged között elhelyezkedő Horhi pusztán (ez a múltban Somogy vármegyéhez tartozott). Méliusz Juhász Péter a magyar református egyház megteremtője, egyúttal az első növénytankönyv szerzője. Wittenbergi tanulmányok után Debrecenben lett lelkész. Szegedi Kis István hatására csatlakozott a helvét reformációhoz, szervezte a tiszántúli református egyházkerületet, vitázott az erdélyi antitrinitáriusokkal. A református egyház megszilárdítását szolgálta vitairataival, prédikációival, imakönyvével, kátéjával, agendájával. Hitvallásokat szerkesztett, a Biblia egyes könyveit lefordította. Herbariuma az első magyar orvosi füveskönyv. 1572-ben halt meg.

Magyar János (1814-1891. október19) felsőnyéki paraszti krónikaíró

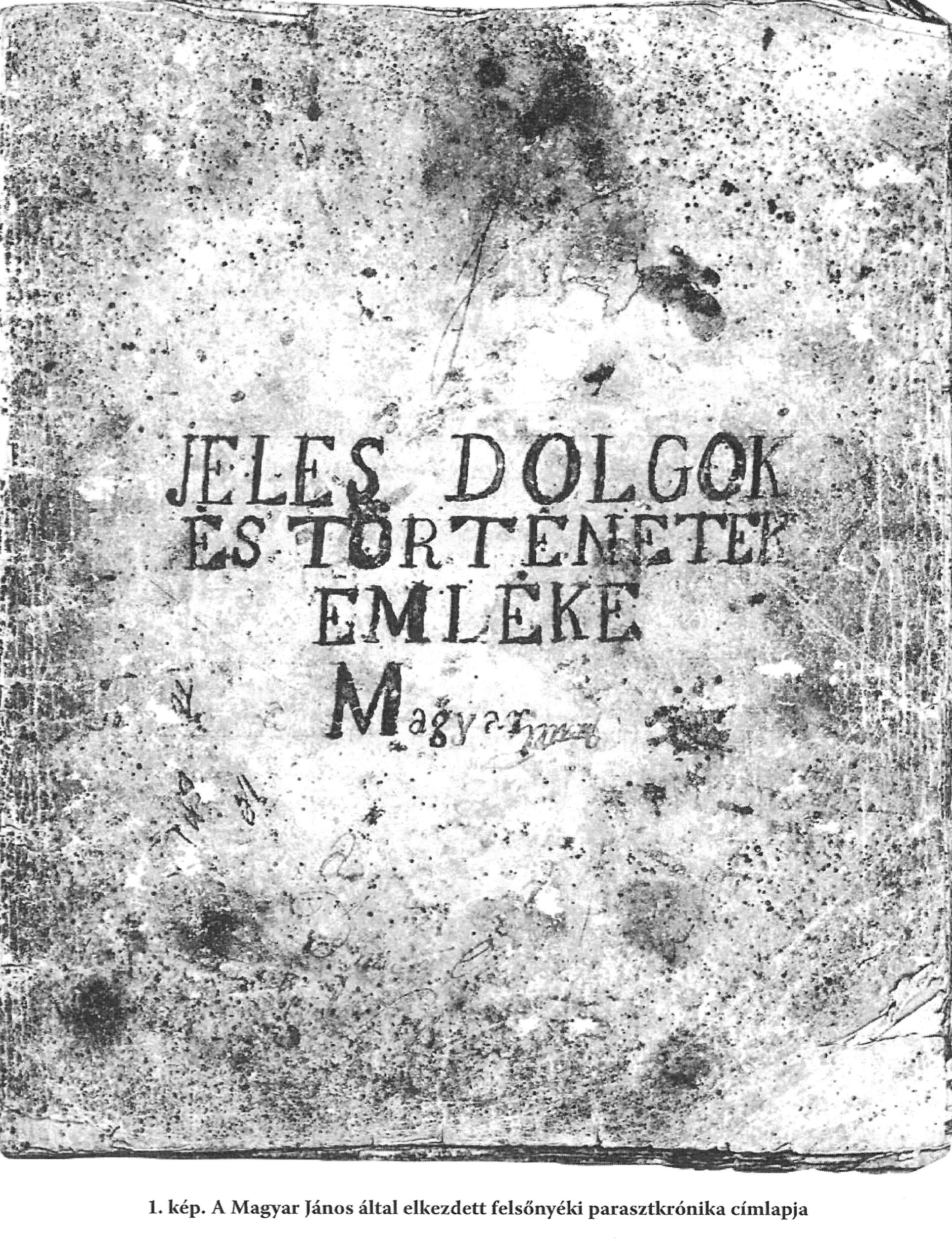
Magyar János: Jeles dolgok és történetek emléke

Felsőnyék szülötte. A "Jeles dolgok és történetek emléke" című felsőnyéki paraszti krónika írója. 1814-ben megnyitott Krónika 1869-ig három nemzedéken keresztül írja le a Felsőnyék  község életét meghatározó történéseket (időjárás, termés, templomépítés, felújítás, vizimalom körüli ügyek, adók, hitélet).
Fia, Magyar István a falu több alkalommal megválasztott nagy megbecsülésnek örvendő bírája volt.
 Dr. Jánosi Gyula bencés szerzetes, történész
Dr. Jánosi Gyula bencés szerzetes, történész

Dr. Jánosi Gyula bencés paptanár

 Nagykónyi, 1910. december 13. – Győr, 1978. december 26. A felsőnyéki Jánosi Ádám és Csondor Rózsa házasságából született. Haláláig visszajárt szűkebb hazájába, testvéréhez, rokonaihoz Felsőnyékre. 1930-án lépett be a bencés rendbe. 1936-ban, pappá szentelése után, mint latin–történelem szakos tanár a győri bencés gimnáziumban tanított. 1939-ben Bakonybélben plébános. 1940-ben Sopronban gimnáziumi tanár. 1948-ban Bakonybélben, illetve Esztergomban lelkipásztor. 1951-től haláláig a győri bencés gimnázium tanára, az alsóörsi üdülő vezetője. Történelemkutatásaiban a szocialista rendszer keresztényi magvát kereste. Rendszeresen írt a Pannonhalmi Szemlébe és a Vigiliába.
Művei:
- Barokk hitélet Magyarországon a XVIII. sz. közepén a jezsuiták működése nyomán
- Barokk búcsújáróhelyeink táji vonásai
- A nagy nemzedék kora
- Új idők küszöbén[49]

Szmertnyik János, festő
Születése és halála, ill. azok körülményei ismeretlenek. Tény, hogy a valaha Felsőnyéken a Kossuth u. 1 sz. alatti ház elődjében élt festő több értékes művet hagyott hátra az utókornak. Ezek egyike a felsőnyéki római katolikus templomról készült, míg a másik egy oltárkép, mely Szabadhídvégen, a római katolikus templomban található. Magánkézben jelenleg is több kis méretű olajfestménye látható, úgymint a "Sió part" és a "Teszler Irma félalakos gyerekképe". Eredetileg Pozsonyból származott a család. Az ottani kitelepítések révén kerültek Magyarországra. [forrás?]
Botsor Pál református tanító
Felsőnyéken született. Az 1820–1824 közötti időszakban Gyönkön a gimnázium megbecsült oktatója (a nemzeti iskola tanára) volt. Életével szűkebb hazájának nevét öregbítette.

Magyar család, azaz Magyar István első tanító, Magyar János és unoka Magyar István, dédunoka Magyar János(1814-1891) és fia Magyar György  "A felsőnyéki Magyar család krónikája 1830-1869" írói 

## Hősi halottai

### Az 1848–49-es szabadságharc emlékezete

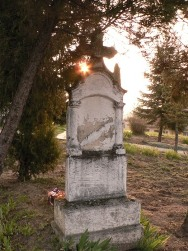
Csaplár Ignác százados sírhelye

Csaplár Ignác százados, későbbi községi plébános sírja a római katolikus templom előtti téren található. A százados az 1848–49-es szabadságharc példaértékű hőse.
A Vágsellyei (peredi-zsigárdi) ütközetben szerzett súlyos sérülései ellenére a világosi fegyverletételig harcolt. Összesen 28 csatában vett részt.
Fegyverletétel után beiratkozott a pécsi papneveldébe. A hajdani  48-as százados 1856-tól haláláig, 1900-ig teljesített plébánosi szolgálatot a községben. 
A szomszéd községben (Mezőkomáromban) dolgozott fegyvertársa, dr. Entz Ferenc, az 1848–49-es szabadságharc hős honvéd főorvosa, a kertészettudomány megalapítója. A papi, orvosi hivatást egy jó adag meggyőződés mellett az 1849-et követő terror elől védelmet keresve vállalták.

### 1914–18-ban elesettek

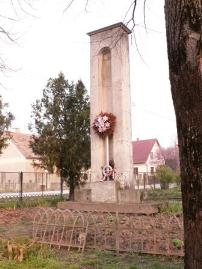
„Az nem lehet, hogy annyi szív hiába onta vért”

Az I. világháborúban elesettek hosszú névsora a Polgármesteri Hivatal előkertjében álló emlékoszloppal 58 lélekért kiált a következő idézettel: „Az nem lehet, hogy annyi szív hiába onta vért…”
Akdcsi János, Ángyán József, Bankó Mihály, Baracsi Dániel, Bartos János, Bodai József, Bognár István, Bor János, Borda Rókus, Borsodi János István, Borsós Ferenc, Csurgó Ferenc, Doma Farkas, Egyed József, Ékes István, Farkas Ádám, FH. Horváth István, Földesi József, Földesi Sándor, Györke Sándor, Hosszú György, Juhász Lajos, Juhász Márton, Keserű Lajos, Kiss Gyula, Kiss Imre, Kiss István, Kiss János, Kiss József, Kiss Károly, Kövecses József, Kupi Vince, Kuti Lajos, Laki István, Liszák Imre, Liszák József, Lövi Arthur, Molnár János, Molnár József, Nagy József, Nagy Lajos, Németh Imre, Nyári István, Paksi József, Palánki Lajos, Parragh János, Pintér István, Poór Gyula, Sári Gyula, Sütő Béla, Szabó István, Szabó Izidor Nándor, Szabó József, T.Tóth János, T.Tóth Lajos, Teszler István, Tórizs György, Velecz József Az emlékművet emelte Felsőnyék és Fürged Község polgárai, valamint herceg Montenuovo Nándor, a hősök iránti mélységes hálájuk jeléül.

### A második világháborúban elesettek
A névsor 75 valamikor élt felsőnyéki lelket takar:

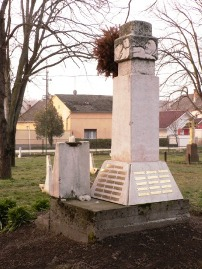
Pro Patria Mortilis – A Hazáért haltak

Ács József, Balogh Béla, Balogh János, Bankó Lajos, Benedek József, Boczor József, Bognár István, Boór Lajos, Borda Imre, Borda János, Borda József, Borsodi Béla, Cseh József, Csizmadia György, Csizmadia János, Deutsch Béla, Deutsch Tibor, Eszenyi János, Eszenyi Sándor, Farkas Pál, Finta István, Fuzik József, Gruber László, Hári Gyula, Horváth József, Horváth Márton, Juhász József, Juhász Lajos, Kajtár Imre, Kalányos Lajos, Karácsony György, Kasza János, Kálmán Sándor, Kiss Ernő, B. Kiss János, B. Kiss József, Kiss József, Kiss Károly, Kiss Lajos, Kovács György, V. Kovács József, Lázár István, K. Molnár József, Nagy Jánosné, Nagy János, Nagy József, V. Nagy József, Nagy Lajos, Nádár István, Nyilasi György, Palánki István, Pintér József, Puskás Géza, Rugási Zoltán, Schor Gyula, Schor Gyuláné, Szabó János, S. Szabó János, M. Szabó József, T. Szabó József, B. Szabó Mihály, Szabó Róbert, Szalay Károly, Szántó György, Szőllősi György, Szőllősi István, Takács Ferenc, F. Tóth István, Tukora Ferenc, Tukora István, Varga Lajos, Velecz István, Virágh Ferenc, Weis Pál, Weis Pálné,
A tényekhez hozzátartozik, hogy 1944/45-ben málenkij robotra 19 férfit és 5 nőt hurcoltak el. Az emlékművet őértük is állították.

### 1956

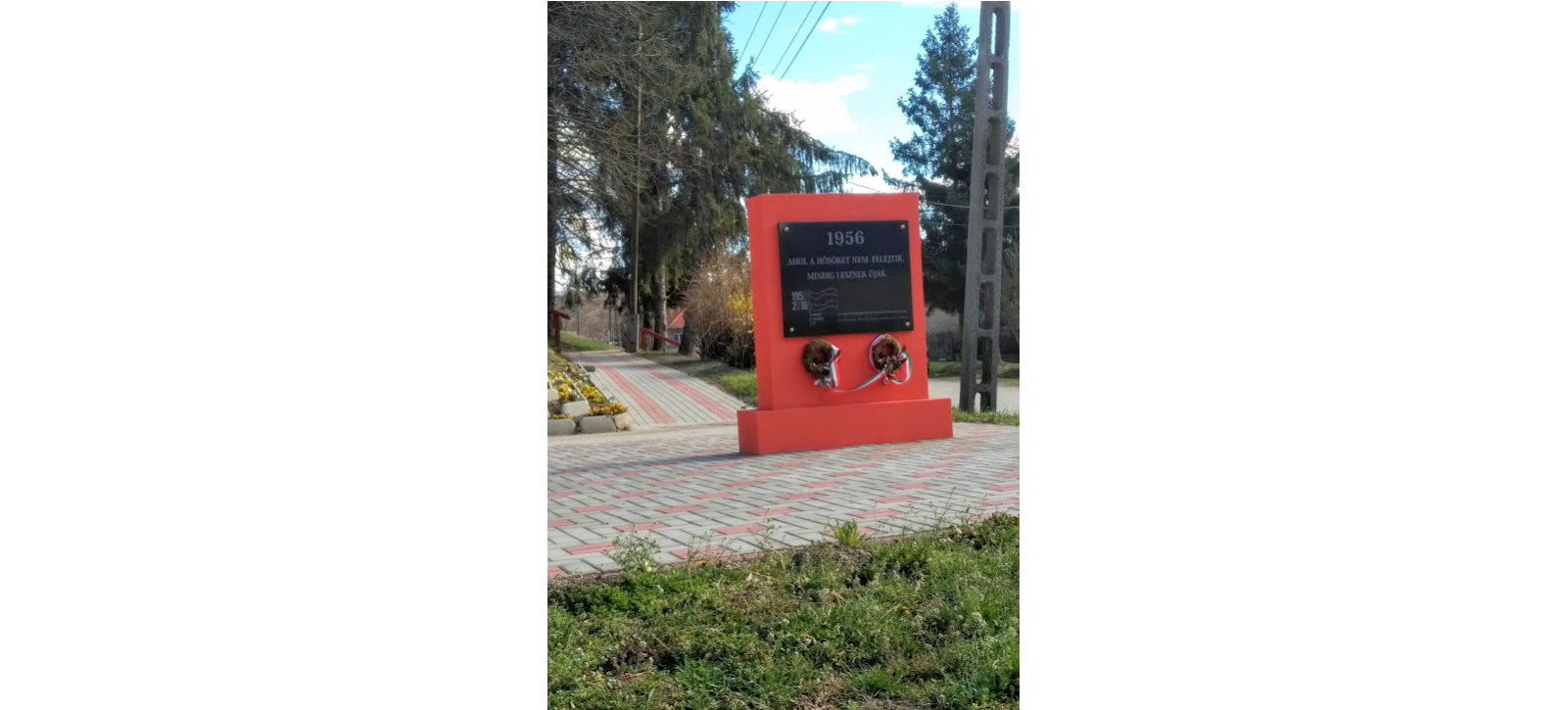
1956-os emlékmü Felsőnyék

A község, elöljárói által 2016-ban állított 
emlékművet az 1956. helyi hőseinek emlékére.

## Nevezetességek, turizmus
A településen a két háborús – és egy forradalmi – emlékművön kívül a római katolikus és a református templom is a figyelmet felkeltő építmények közé tartozik. 

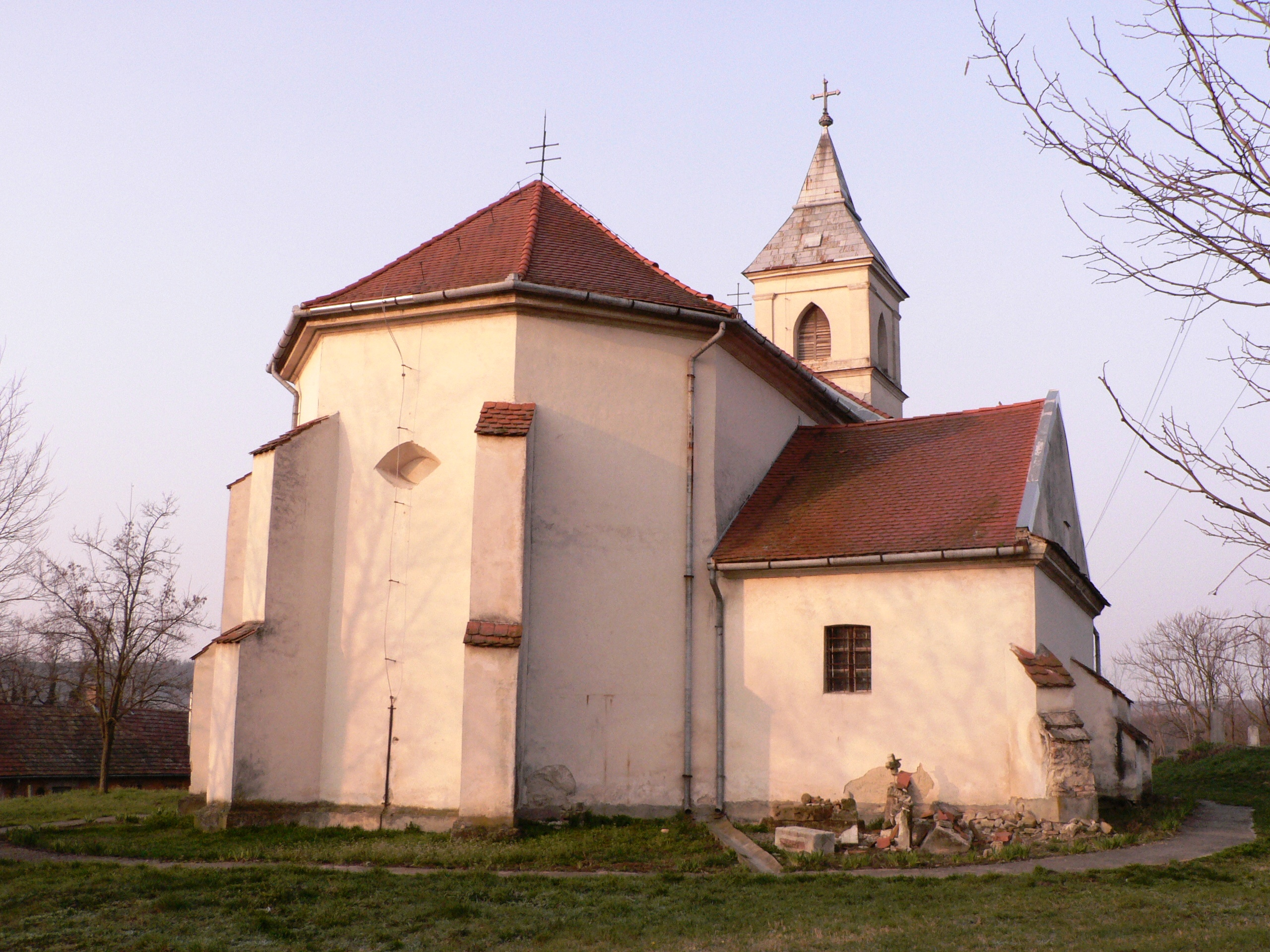
A katolikus templom.

 Az első írásos dokumentumok a katolikus templomból 1218-ból valók.

### A római katolikus templom
A dombon egy régi, nagyméretű, Szűz Máriának szentelt, négy mellékkápolnás, kéttornyú sekrestyés templom emelkedett. Ezt Mojs nádor, egy vallásos, francia származású főúr építette, aki II. Endre király keresztes hadaival megjárta a szentföldet is. Dárói Mojs nádor  – egy 1280. évi oklevél szerint – a székesfehérvári apáca nővérére hagyományozta a Nyéki és Szokolyi birtokait.
A szájhagyomány szerint a templom mellett barátkolostor is állt, amit a várral föld alatti alagút kötött össze. (Az alagút még ma is megvan, bár gyakorlatilag szakaszonként beomlott és le van zárva.) Valószínűsíthető, hogy az egykori templom kolostorában ún. ispotályosok katonáskodó és betegápoló rendje élt. Ennek a rendnek III. Béla korában Szokolyon volt a fiókegyháza.
A (katolikus) templom a török hódoltság alatt rommá lett. Csak a romos falak és a tető nélküli sekrestye maradt meg. A náddal fedett romsekrestyében állították fel az oltárt, alakították ki a kántor helyét. Miséket ritkán tartottak: a hívek Hídvégre, majd Tótkeszire jártak át. Engedélyezett búcsúja a községnek ez idő tájt nem volt.
Érdemes említést tenni a római katolikus templom keleti falán kialakított „Istenszem” ablakról is, mely a templom legrégebbi román stílusú részét képezi. 1760-ban Dombó Pál sírkövét és hamvait találták meg a templom alapzatában, rajta a beazonosításra szolgáló feliratokkal. A templom falai mentén a gótikus támpillérek utalnak azok középkori eredetére.
A templom melletti temető népvándorlás korabeli. Az Ozorából Hídvégre tartó régi út a templom mögött vezetett el (a néhai Palánki György háza mellett). Ez és a temető az ősi nyughely, ami kezdetben félig katolikus, félig református volt. Később, 1881-ben Montenuovo Albert herceg adományozott a mai hídvégi út mellett  temető részére területet a reformátusoknak. Ekkor cserélt a két egyházközség, és lett a régi temető tisztán katolikus, az új pedig tisztán református nyughely. (A község életéről Magyar István és fia naplójában [19. század], valamint Kiss István néhai kántortanító jegyzeteiben találhatók további érdekességek.)
Műemléki kutatások szempontjából az egyik legígéretesebb ez a templom lenne. A lemeszelt, lefestett falakon a freskók feltárásra, az oltárkép (St Lajos,: 1214. április 25-én született IX. Lajos, az egyetlen szentté avatott francia uralkodó, a keresztény lovagkirály eszményképe. Alattvalói már életében szentként tisztelték, s VIII. Bonifác pápa 1297-ben hivatalosan is a szentek sorába emelte az Egyiptomba két keresztes hadjáratot is vezető uralkodót.) a restaurátorára vár, az Istenszem ablak pedig funkciójának betöltését várja. A templom alatt az ősi magyar történelem vár kibontásra.

#### A római katolikus templom plébánosai, papjai
- 1841: Németh Mihály
- 1843: Bertalan Alajos
- 1846: Komáromy István
- 1856: Csaplár Ignác
- 1900: Liebelt Ferenc
- 1904: Schunk Ferenc
- 1943: Bátor Károly
- 1956: Tóth Kálmán
- 1958: Tasnádi József
- 1969: Kiss József
- 1986: Horváth Imre
- 1997: Matis Géza
- 2005: Serbán Valentin[53]

### A református templom

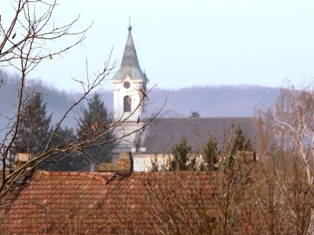
A református templom

A felsőnyéki református templomot a 19. század végén eklektikus stílusban átépítették. Ma is látható, késő barokk református templomát a saját költségén építette föl az egyházközség. 1792-től öt éven át a hívek részes aratást vállaltak gróf Batthyány József földjein. Az immár negyedik új templomba istentiszteletre a hívek 1796 áldozócsütörtökén mehettek először. A felsőnyéki református templom 33 méter magas tornyában – Szlezák László harangöntő mesternek köszönhetően – két harang lakik. Egy 420 és egy 100 kg tömeggel rendelkező. A középső (230 kg-os) harang a második világháborúban elpusztult.

### Egyéb látnivalók
A kelták korabeli várhegyet megmászva érdemes elidőzni azokon a felsőnyéki lankákon, ahol híresen jó bor terem immáron 250 éve. Fölhegyen, Középhegyen és Alhegyen csaknem 180 hektáron borítja a dombot szőlőültetvény. A kemény, száraz fehérborok, az Irsai Olivér, az Olaszrizling, a Rajnai-rizling, a Királyleányka és a Chardonnay derítheti jókedvre a vendéget; a vörösborok (Pinot noir, Cabernet) pedig kifejezetten „fickósítják” azt a vándort, akinek netán horgászni van kedve. A község – és egyben a szekszárdi borvidék – neves borászai a Debella pincészet és a Móricz Pincészet.

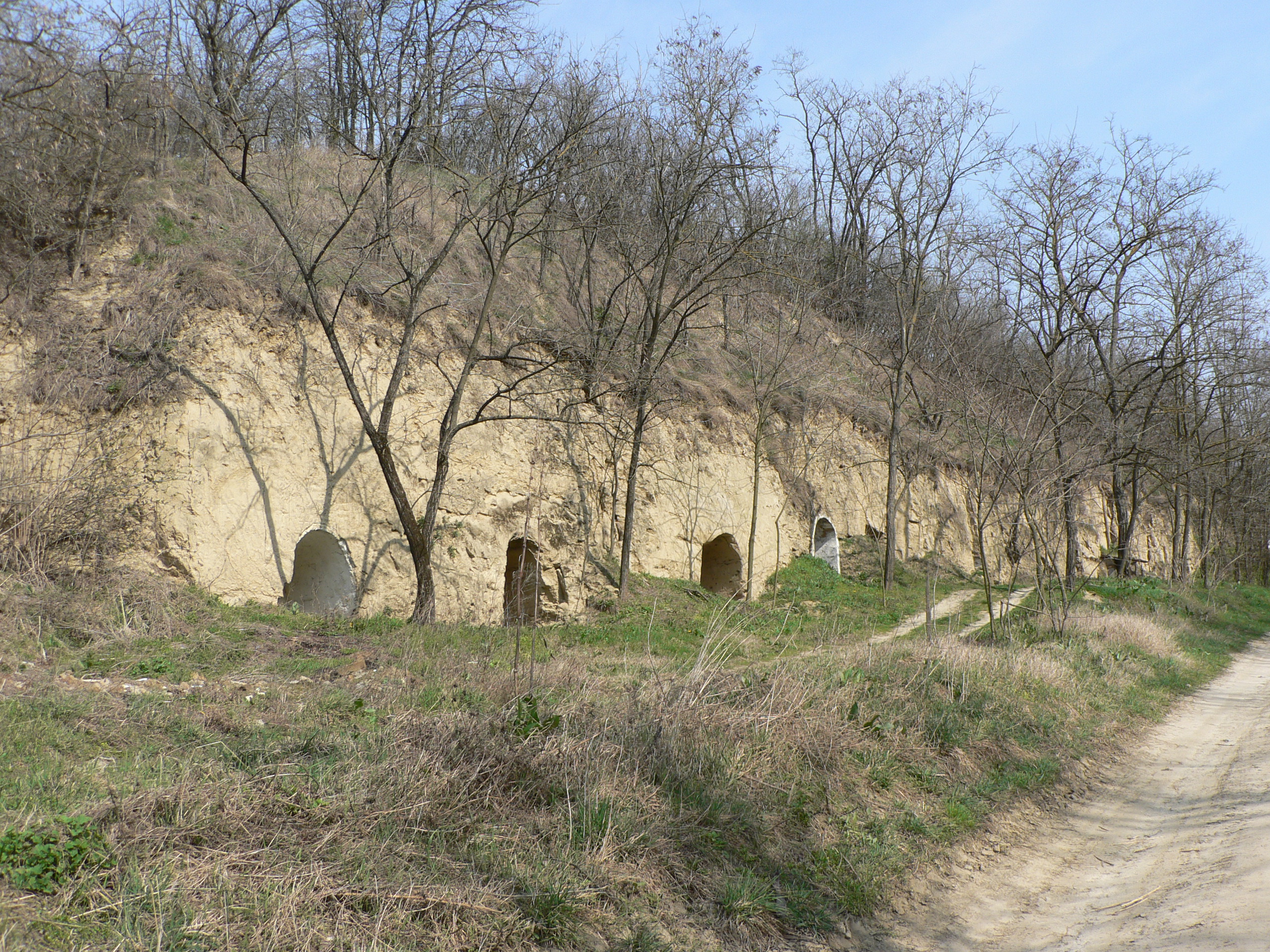
Löszbe vájt pincesor

 Az Ozora felé vezető 6411-es úton 2-300 éves, löszbe vájt pincelakásokkal találkozik a látogató.
A Felsőnyék-Fürged Vadásztársaság ugyancsak híres az elejtett érmes nagyvadak (őz, gímszarvas, vaddisznó) trófeáiról.
Magyarkeszi és Felsőnyék között figyelni kell, hogy észrevegyük az erdő karéjozta, kis Tükrösi-tavat. Mindössze egy hektárjával ez a megye legkisebb horgásztava. A hely honfoglalás kori emlékeket őriz (régen „Pogány Gödörnek” hívták a honfoglaló magyarok áldozati helyére történő utalás miatt). Az út túloldalán több halastó található.

## Keresztek

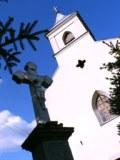
1. A római katolikus templom előtt

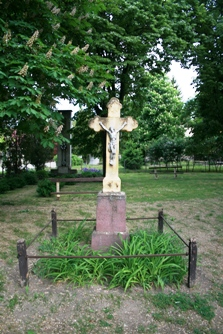
2. Hősi halottak emlékműveinek árnyékában

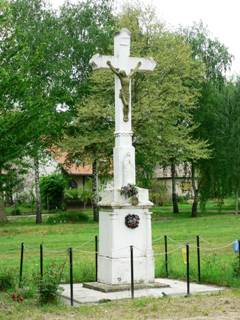
3. Faluvégen

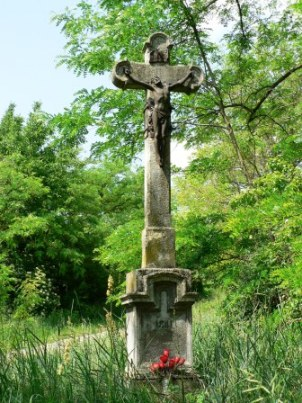
4. Szőlőhegyen

A keresztek fontos részét képezték a falu életének. A régi időkben a mezőre induló ember itt megállt egy kalaplevétel és keresztvetés (esetleg ima) erejéig. Az út menti, faluvégi keresztek némelyike határjelző volt egykor.
A község területén négy kereszt hirdeti a megváltást. Az első a templom előtti téren. Ezt a keresztet 1870. november 2-án Csaplár Ignác plébános (volt 1848-49-es százados) újíttatta fel. A további felújítást 1992-ben Kóczán István végezte el.
A falu végén lévő kőkeresztet B. Horváth János és családja állíttatta 1930. december 6-án.
1856. június 22-én Kupi (a Historia parochiae szerint Bankó György) állíttatta a plébánia és a templom közötti területre (ma polgármesteri hivatali előkert) a harmadik Kupi keresztet.
A negyedik kereszt (1881) a szőlőhegyen található. Ide minden áldozócsütörtökön, szentmise után keresztjáró körmenet indult a szőlőhegy megáldására.
A négy kereszten kívül volt egy további, fából készült, pléhkrisztust tartó kereszt is (Szili Kereszt) a vasút felé vezető út mentén, közel a pataknál.

## Halottak tisztelete
A katolikus temető népvándorlás korabeli temetőt is rejt magában. Közvetlen a templom mellett van árokkal körülvéve. A régi keresztény felfogás szerint a temető „alvóhely”, és ezért a templom körül vetettek maguknak alvóhelyet, hogy az utolsó ítélet Isten udvarában találja őket. A legtöbb helyen nincs engedélyezve ez a régi temetkezési mód. A nyéki temető ezzel szemben ma is a templom mellett és körül van.

### Fejfák
Az egyes korszakok jegyei jól megfigyelhetők a fejfák alakján, magasságán, cifraságán vagy éppen egyszerűségén.

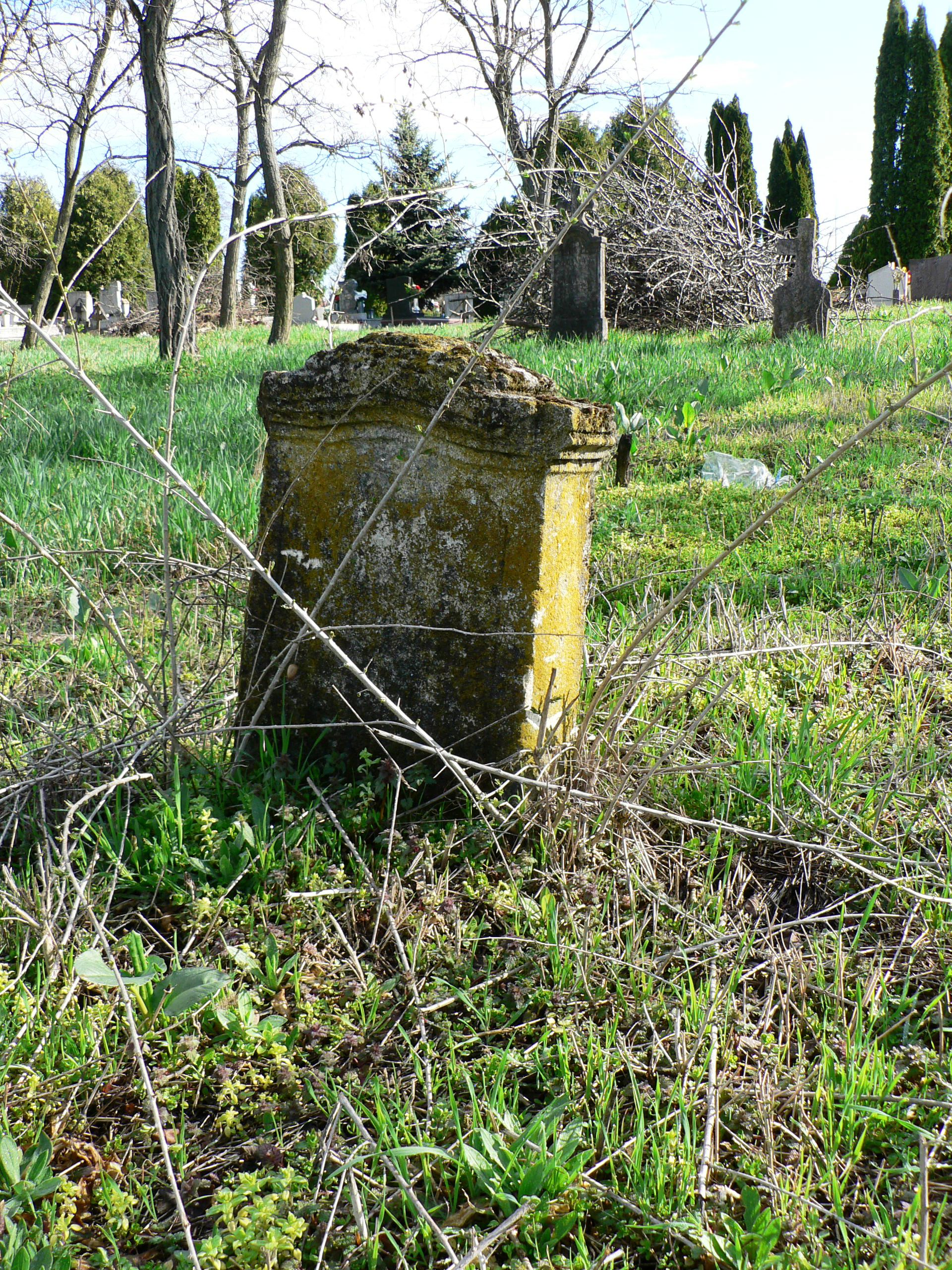
Ismeretlen lakos sírja
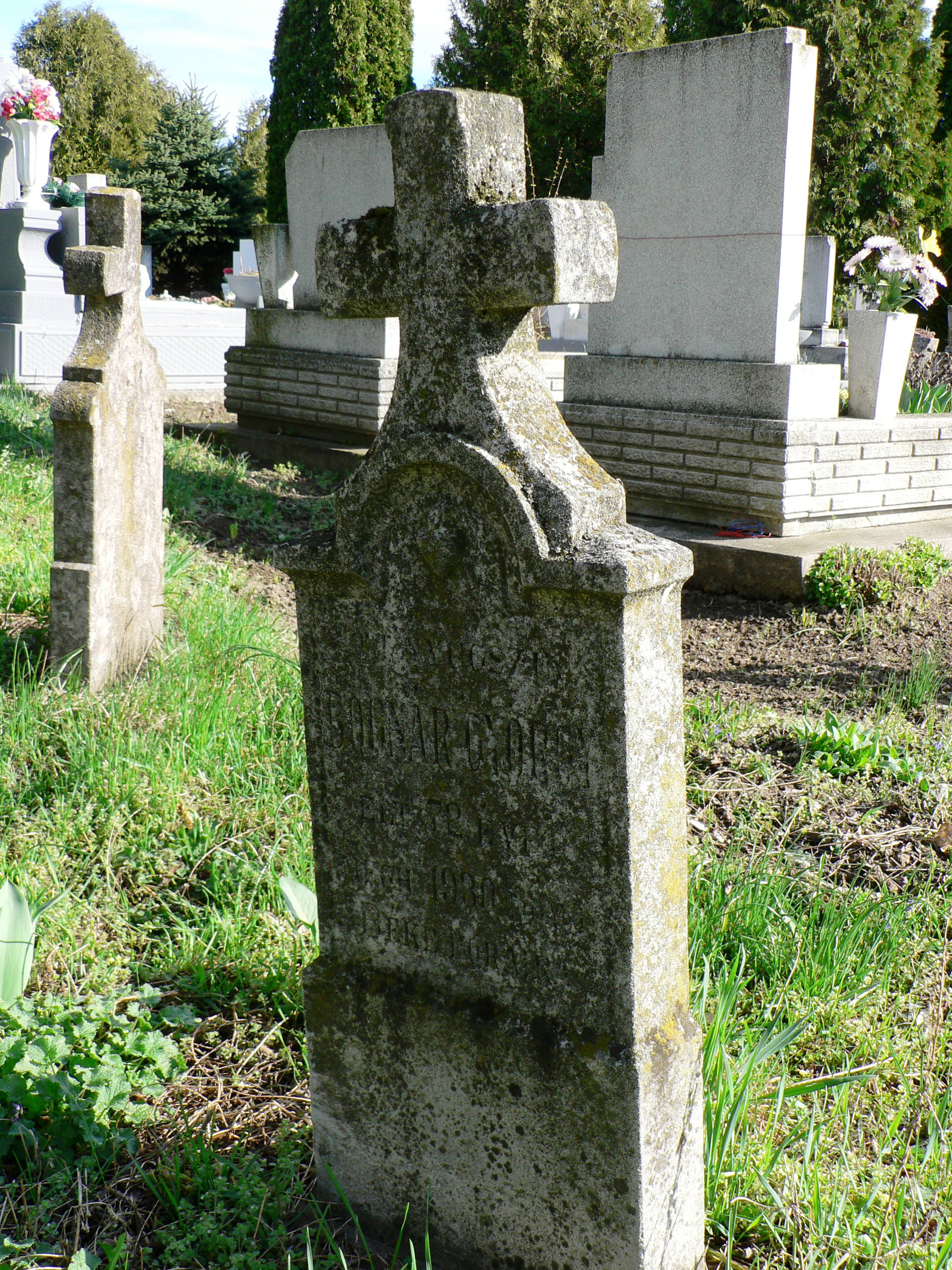
Bognár György (I.) (1855–1938) sírja
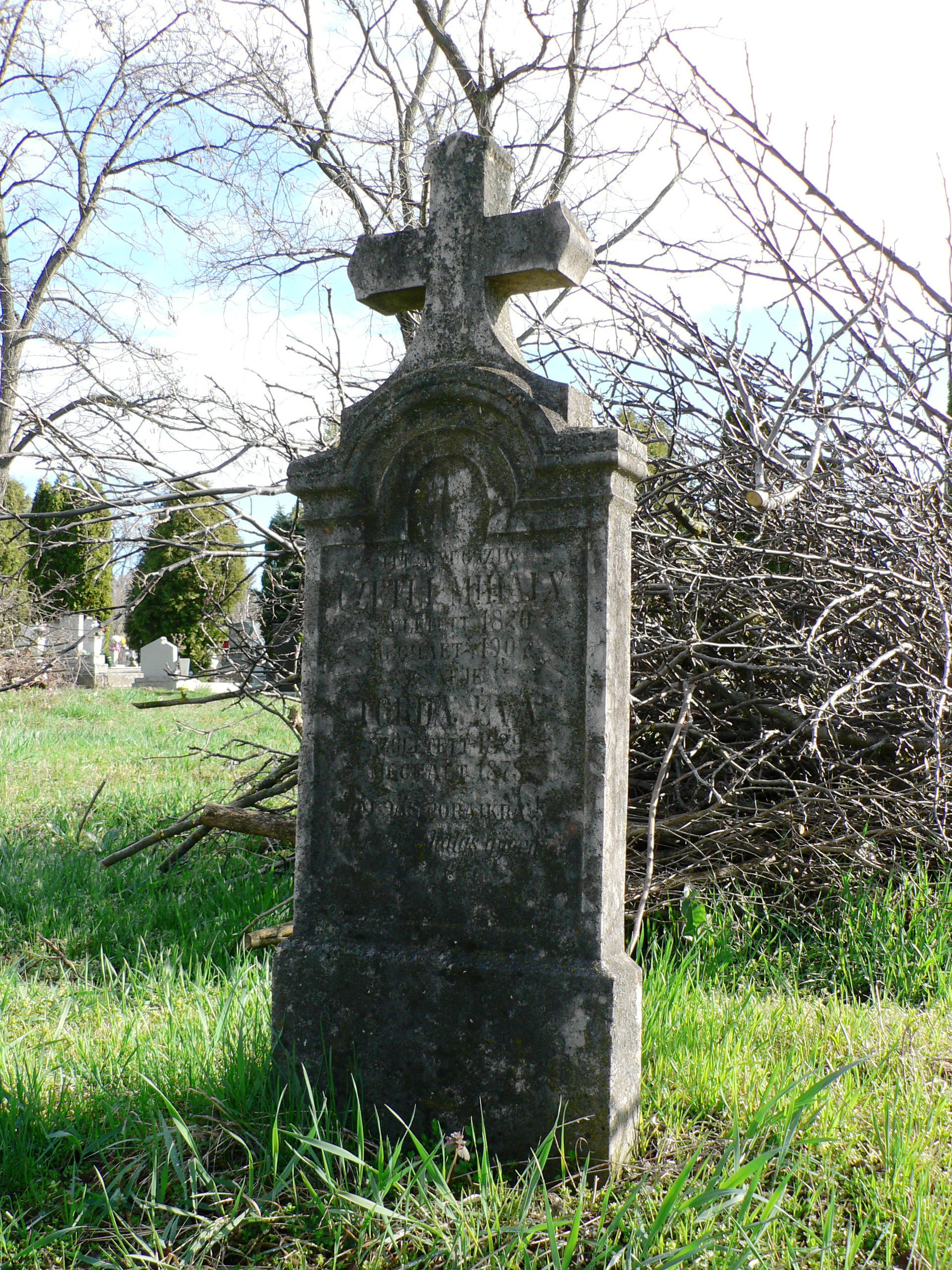
Czihi Mihály (1820–1907) és neje, Torda Éva (1829–1878) sírja
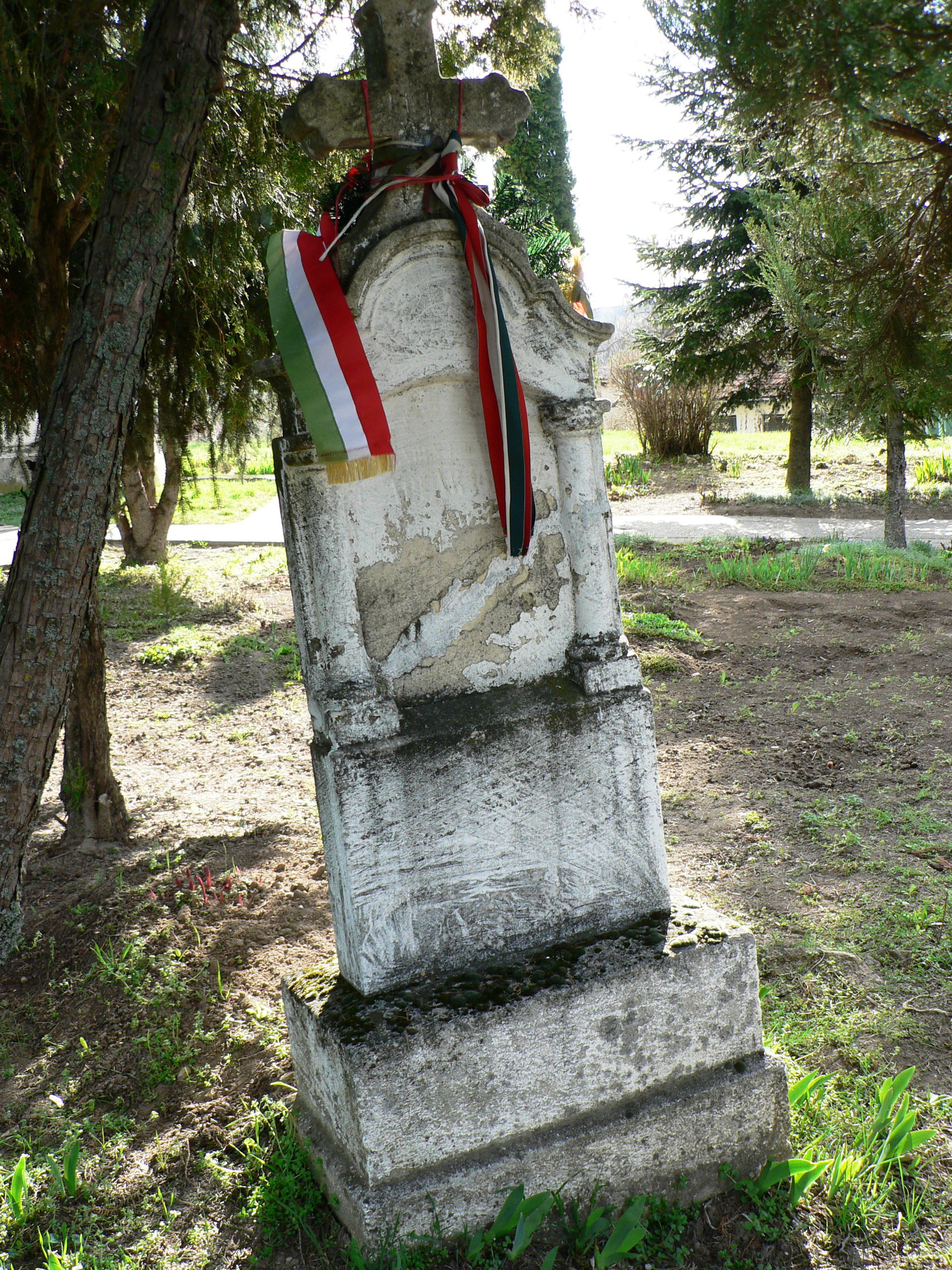
Csaplár Ignác (1824. jan. 19. – 1900)
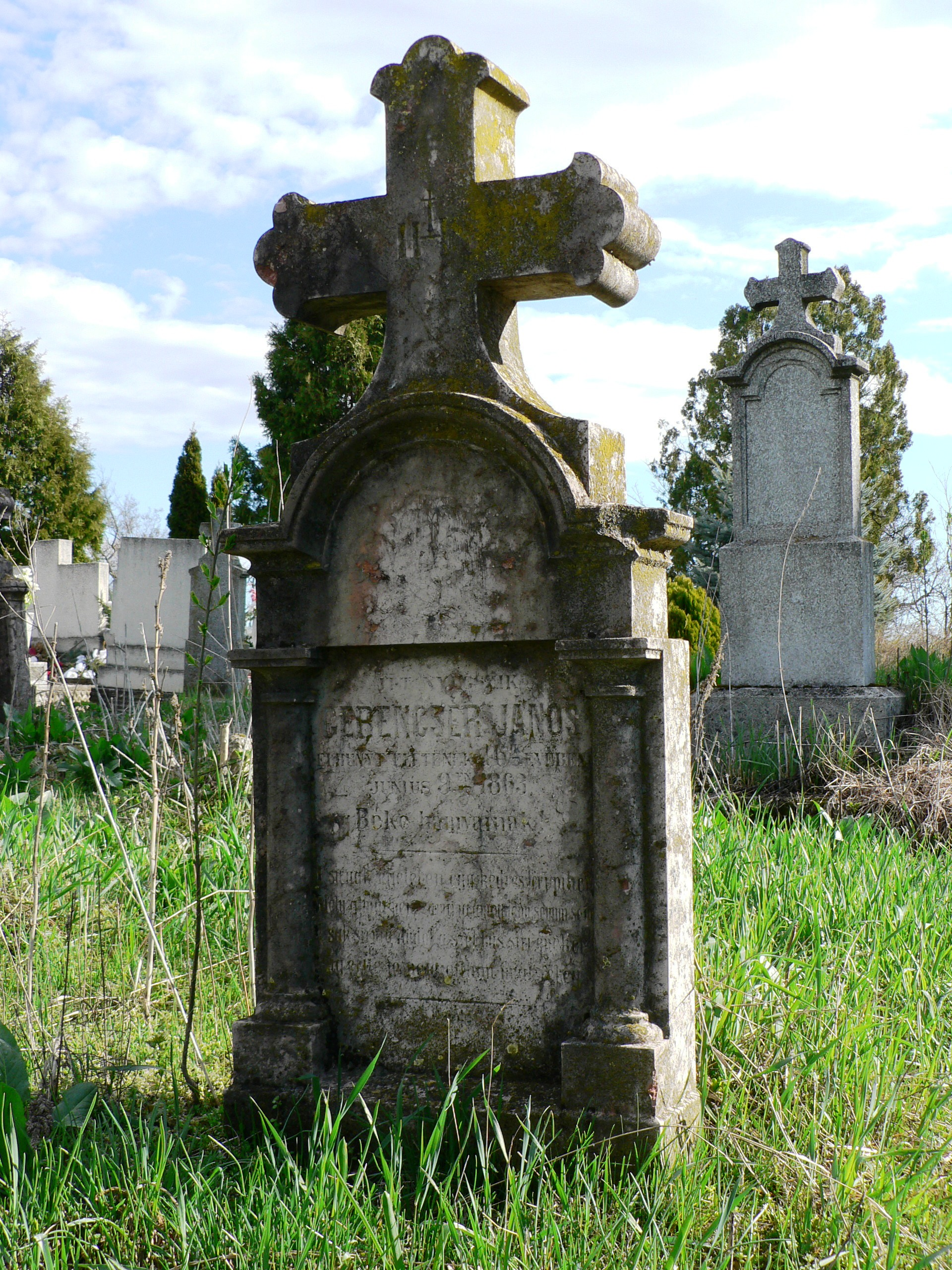
Gerencsér János (1801 – 1863. jún. 9.)
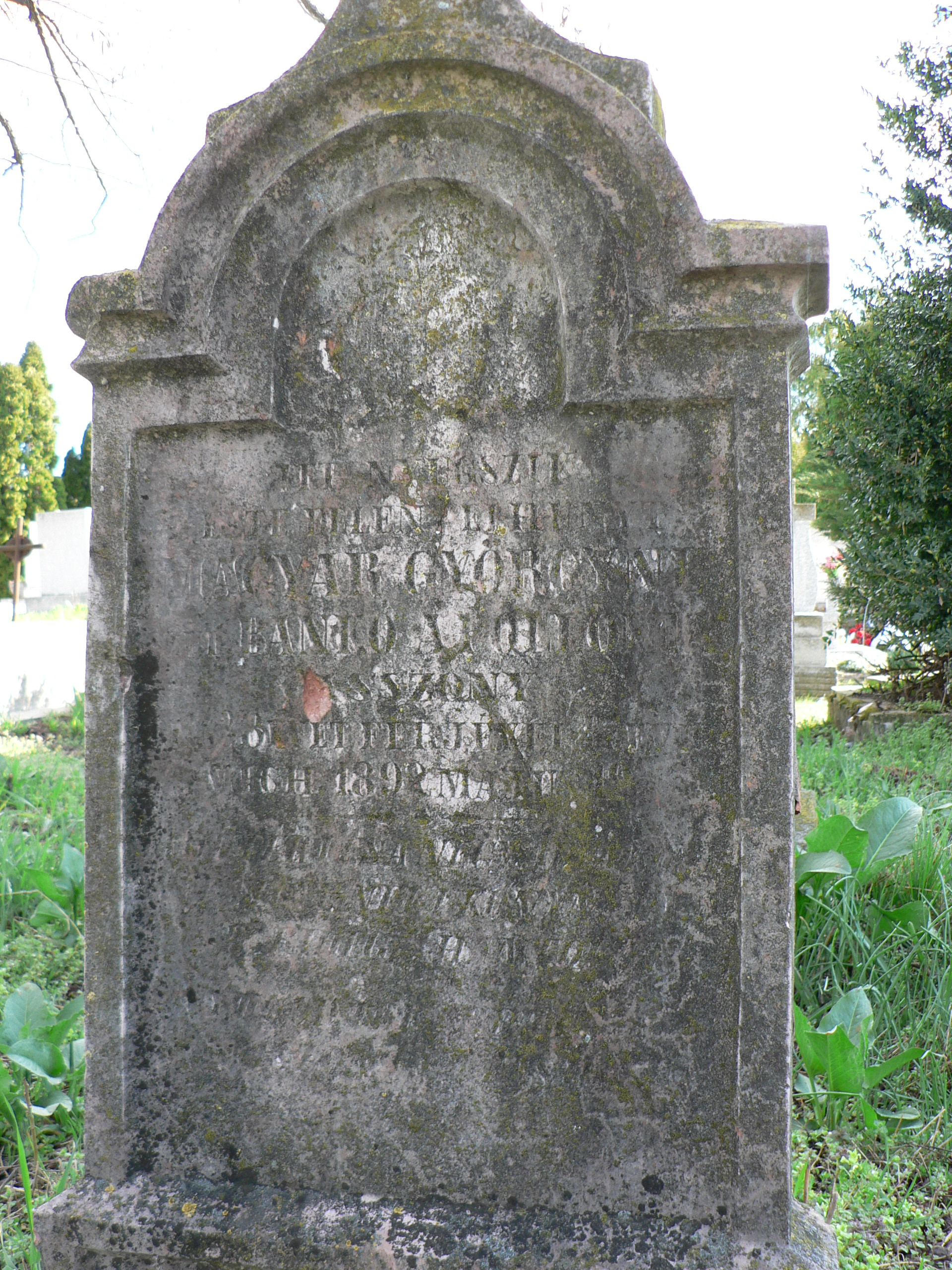
Magyar Györgyné szül. Bangó Margit (… – 1892)
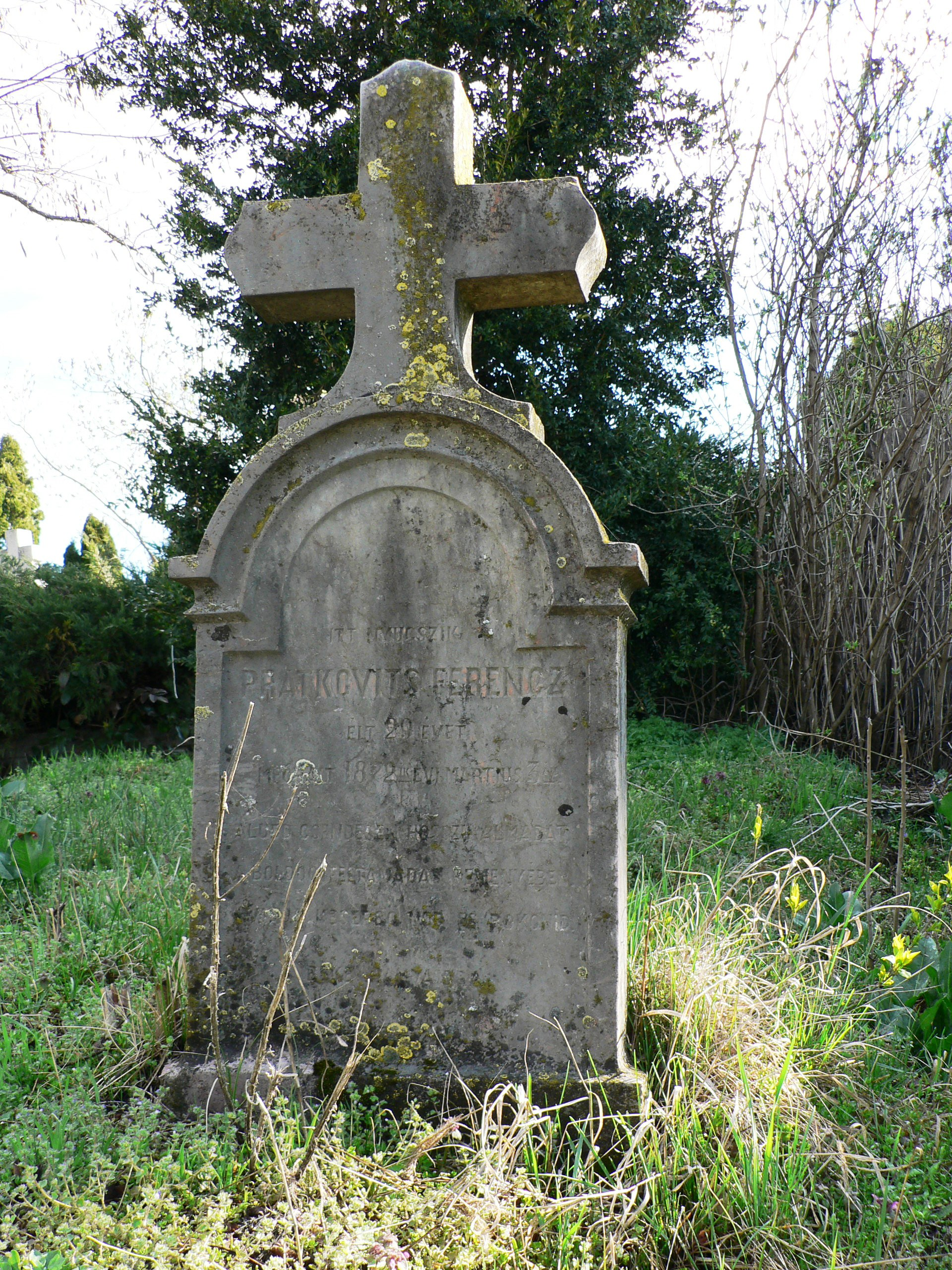
Pratkovits Ferenc(1843–1872) sírja
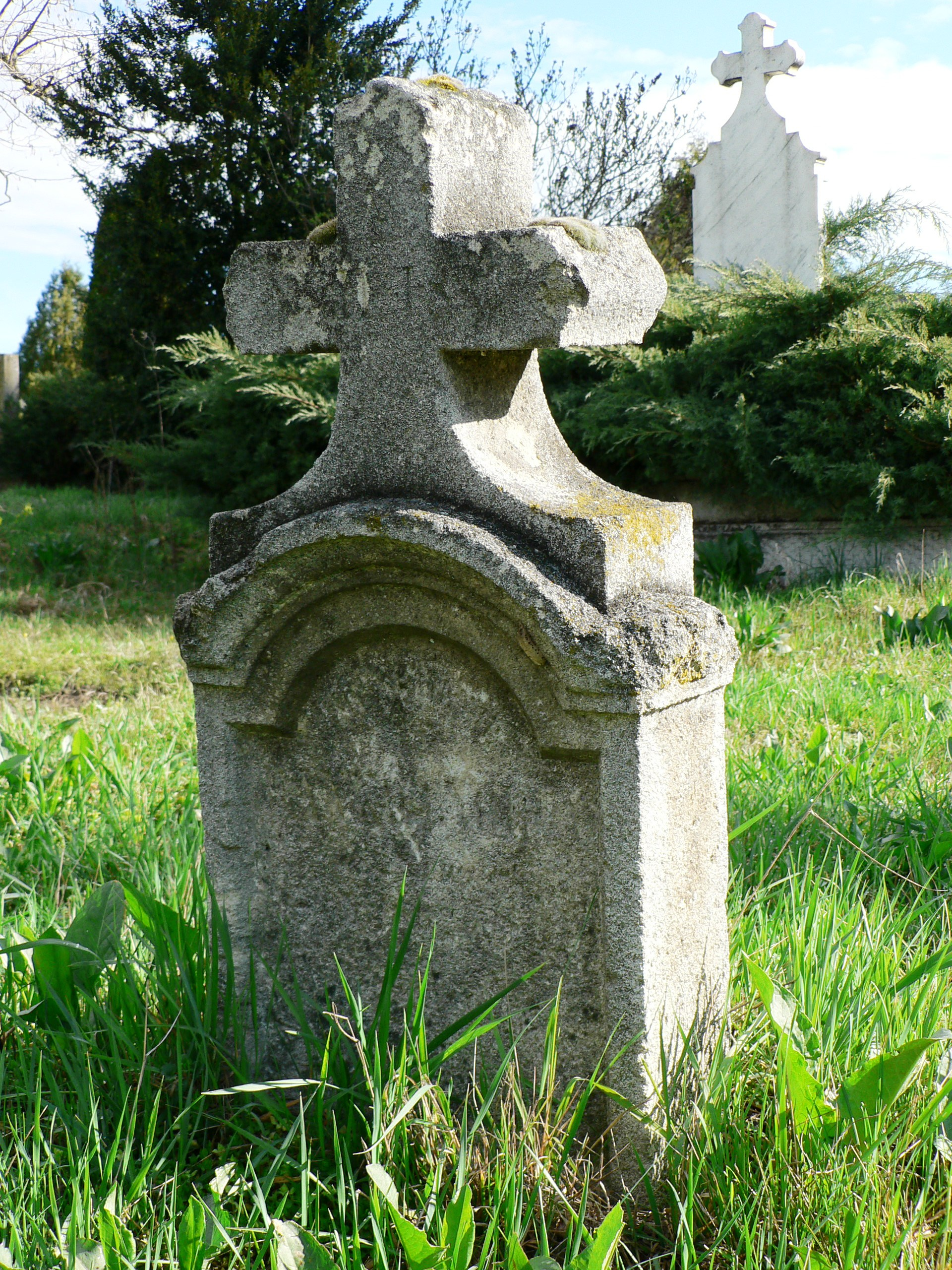
Ismeretlenül nyugszik
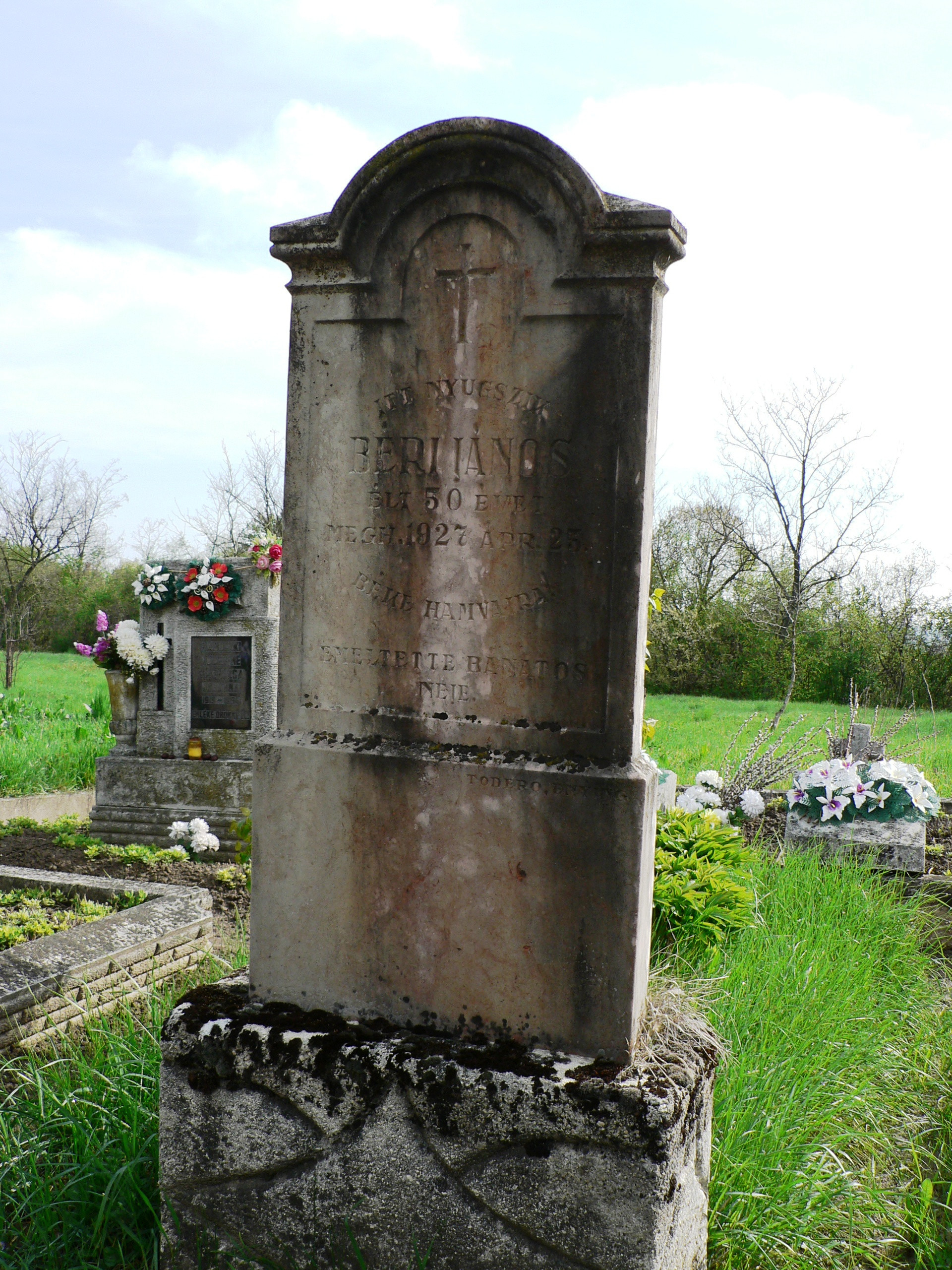
Béri János (1877–1927) sírja
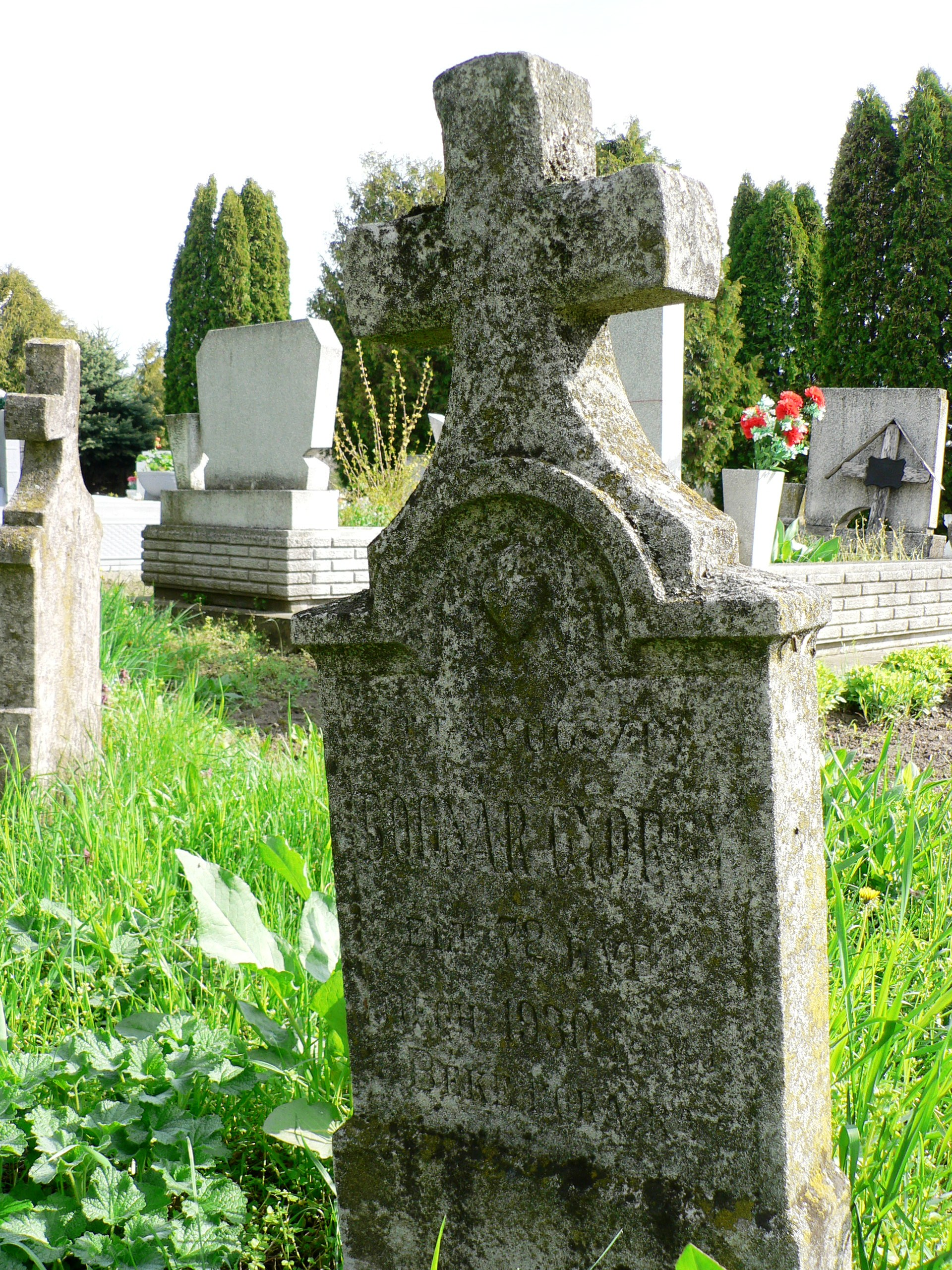
Bognár György (II.) (1858–1930) sírja
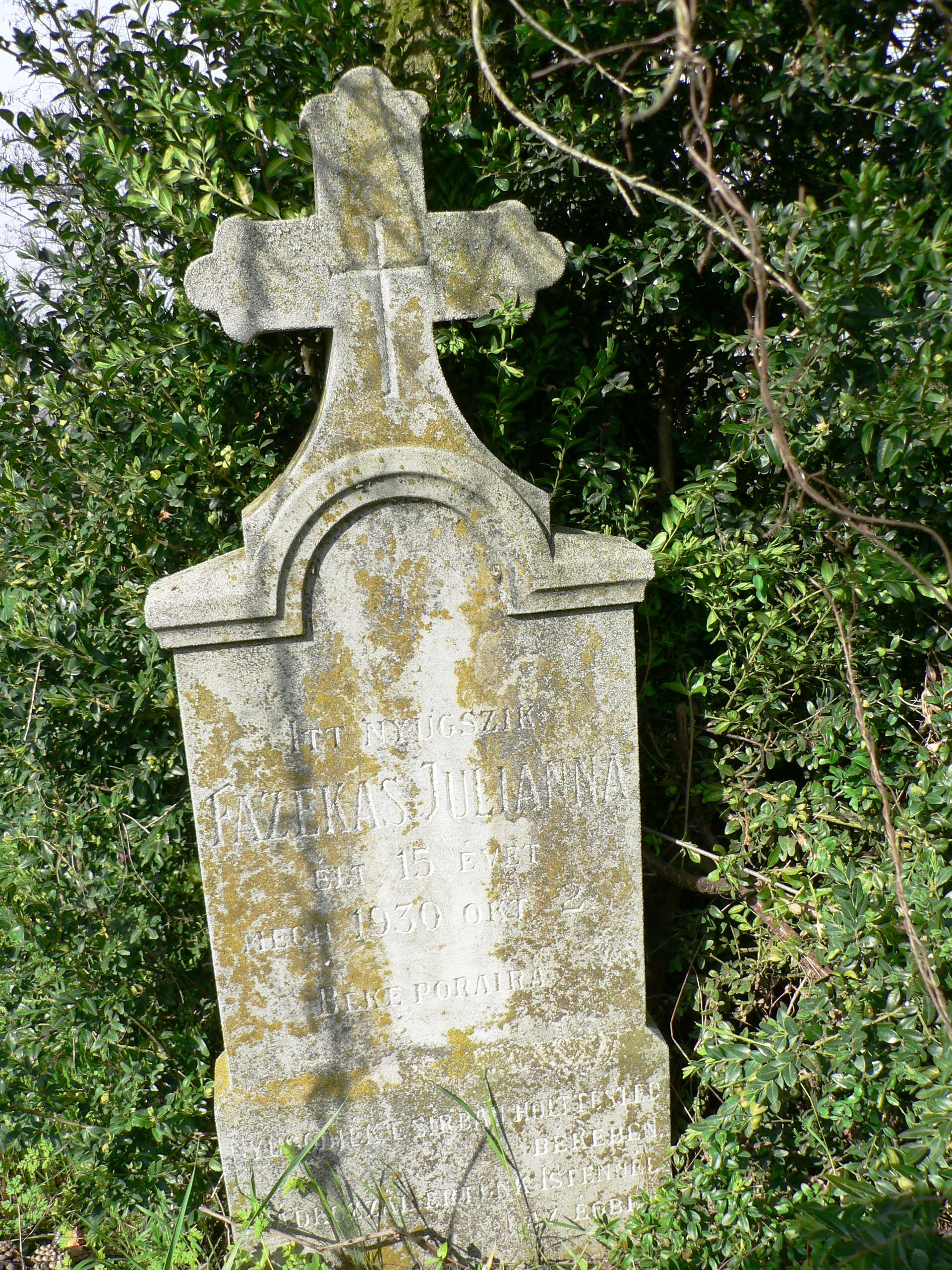
Fazekas Julianna (1915–1930) sírja
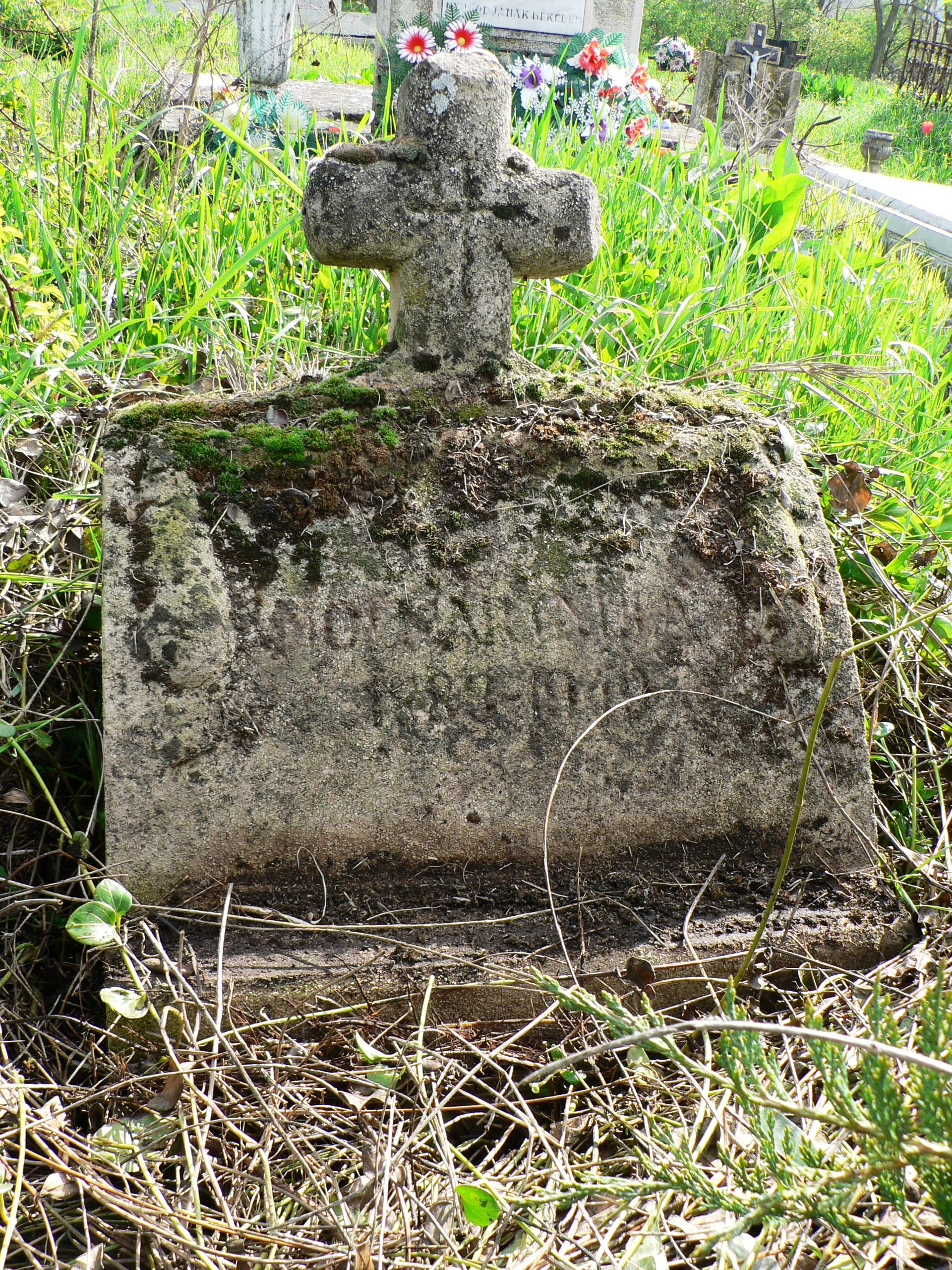
Molnár Gyula (1883–1919) sírja
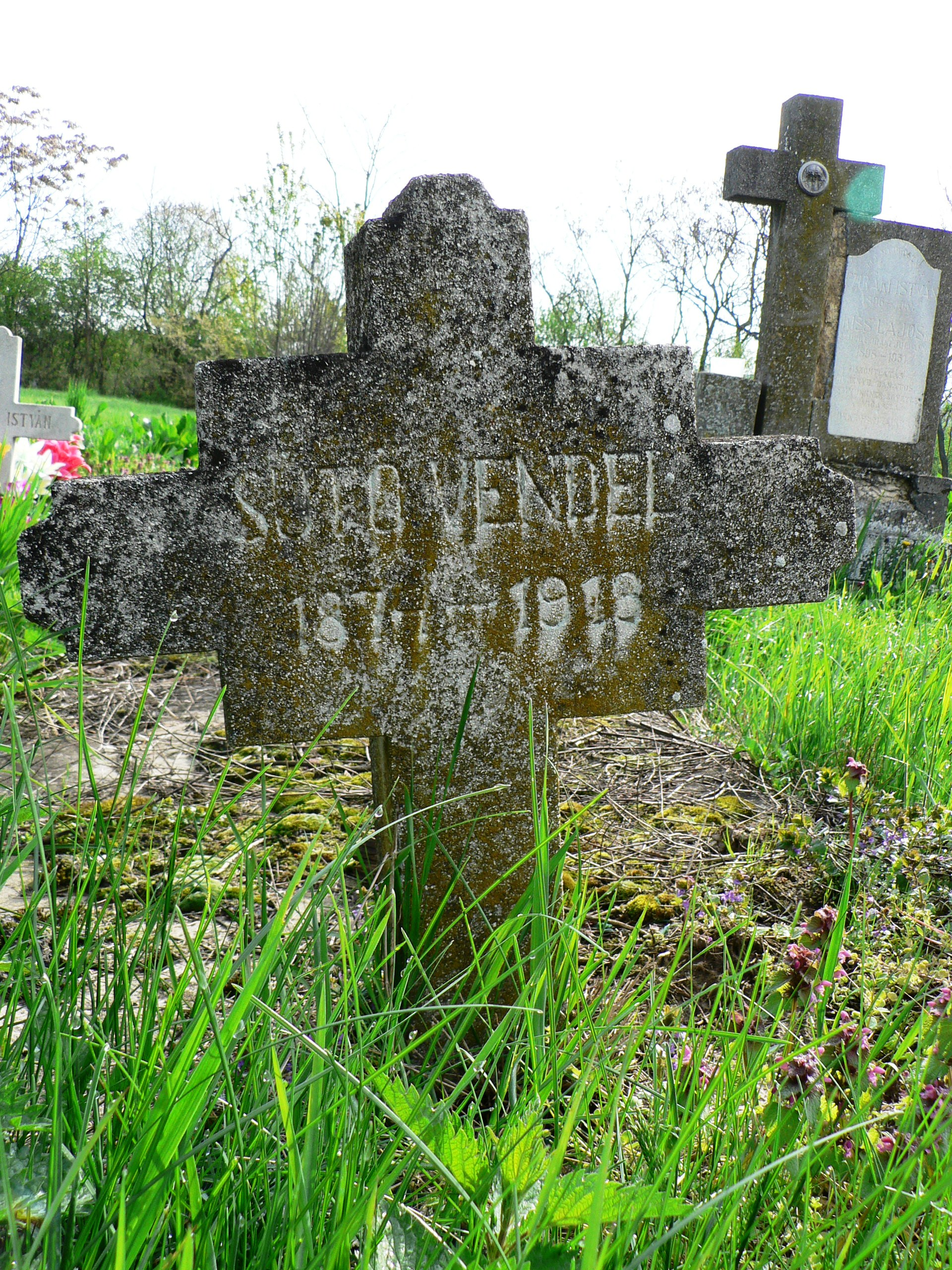
Sütő Vendel (1874–1913) sírja
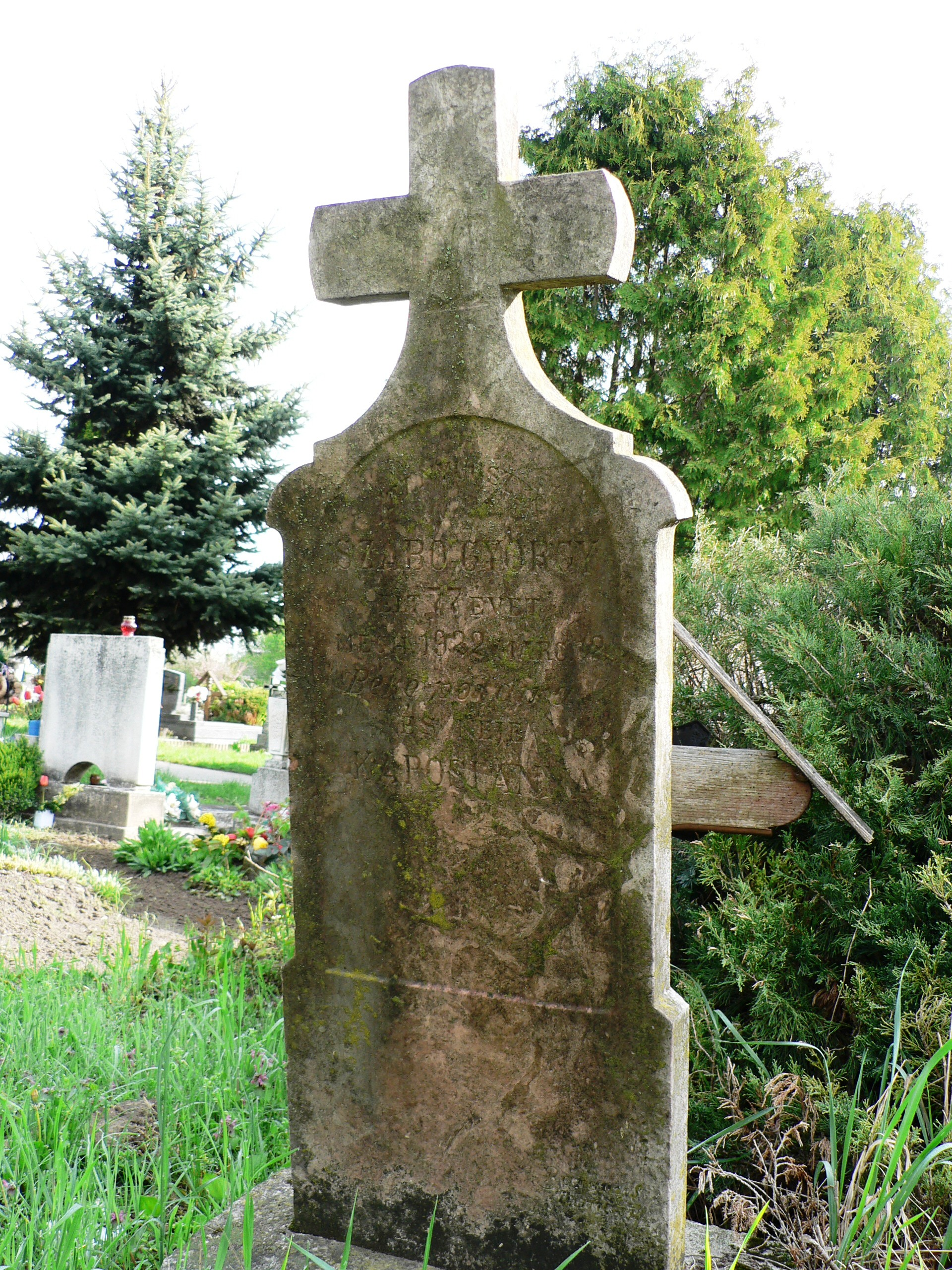
Szabó György (1845–1922) sírja
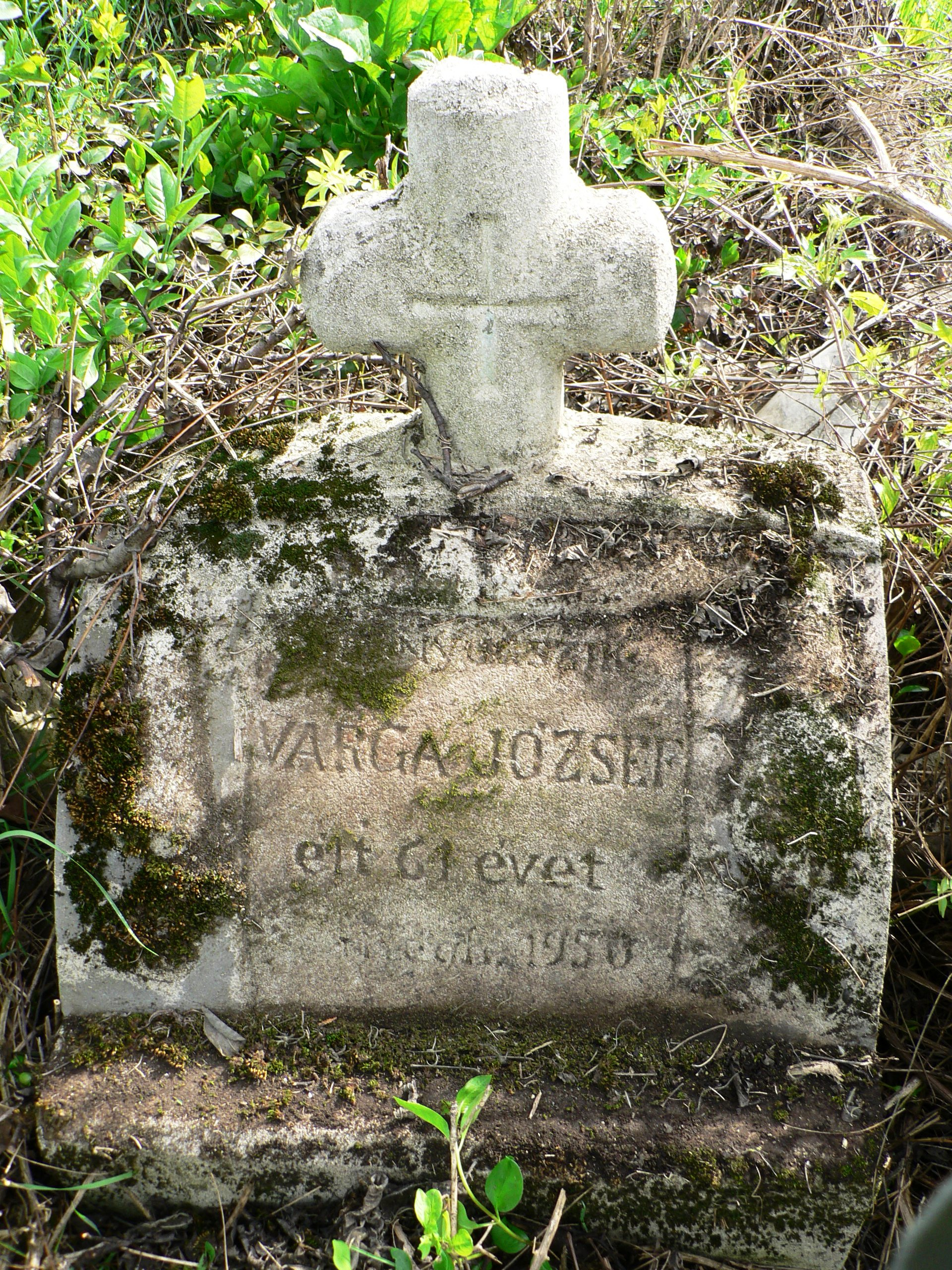
Varga József (1889–1950) sírja

## Ősi és mai mesterségek, foglalkozások
Állattenyésztés, földművelés, borászat, fafaragás, méhészet, bőrdíszművesség, pálinkafőzés, vályogtéglavetés
Egyéb iparosok: pék, asztalos

## Régi és jelenkori, megemlékezésre méltó tanítók
1. Magyar István (az első mester 1772-től)
2. Wiga János (kántortanító 1796-ig)
3. Csebita Nándor kántortanító 1796–1800 között)
4. Paksi Antal (kántortanító 1800–27 között)
5. V. Bradanovich Nándor (1828–29)
6. Páhok János (kántortanító 1829–49 között)
7. Pintér István (kántortanító 1842–1858 között)
8. id. Kiss István (élt: 1833–1920, kántortanító 1858-1899. Édesapja csizmadia; a nyolc gyerek közül őt taníttatták ki. Hat fia közül négy tanító lett, Wosinsky Mór régészt ő segítette munkájában, sírja a templom előkertjében található.)
9. Kiss László (élt: 1875–1946, kántortanító 1899–1933 között, sírja a templom előkertjében)
10. ifj. Kiss István (élt: 1910–69, kántortanító 1933-tól, a háború idején katonatiszt, majd háborús fogsága után iskola igazgató. Feleségét Finnországból hozta, neve: Railo Ina, sírja a templom előkertjében)[56]

Felsőnyéken a 65–96 éves emberek az életszakaszaikat még 2009-ben is a tanítóikhoz (azok megnevezéséhez) kötötték.

## Régi épületek
A módosabb házaknál a szobaelrendezések: ún. tisztaszoba után jött a nappali, ahol a tényleges élet folyt (esetleg téli konyhával), majd a hálószoba. Ezután következtek a kiszolgálóépületek: a kamra, az istálló, fészer és az ólak. A nyári konyha különálló volt a háztömbtől. A szegényebb házak két helyiségből álltak, majd a kamra, illetve az ólak sorakoztak.

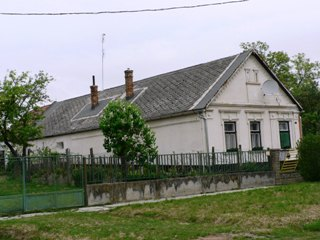
Homlokdíszes ház
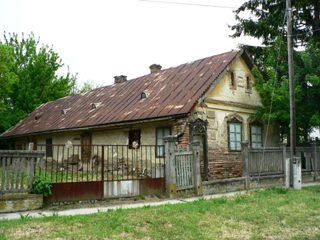
Homlokdíszes ház 1892-ből
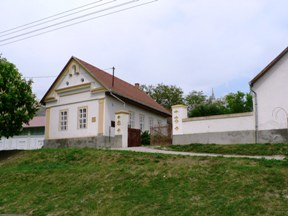
Hajdani Iskola épülete
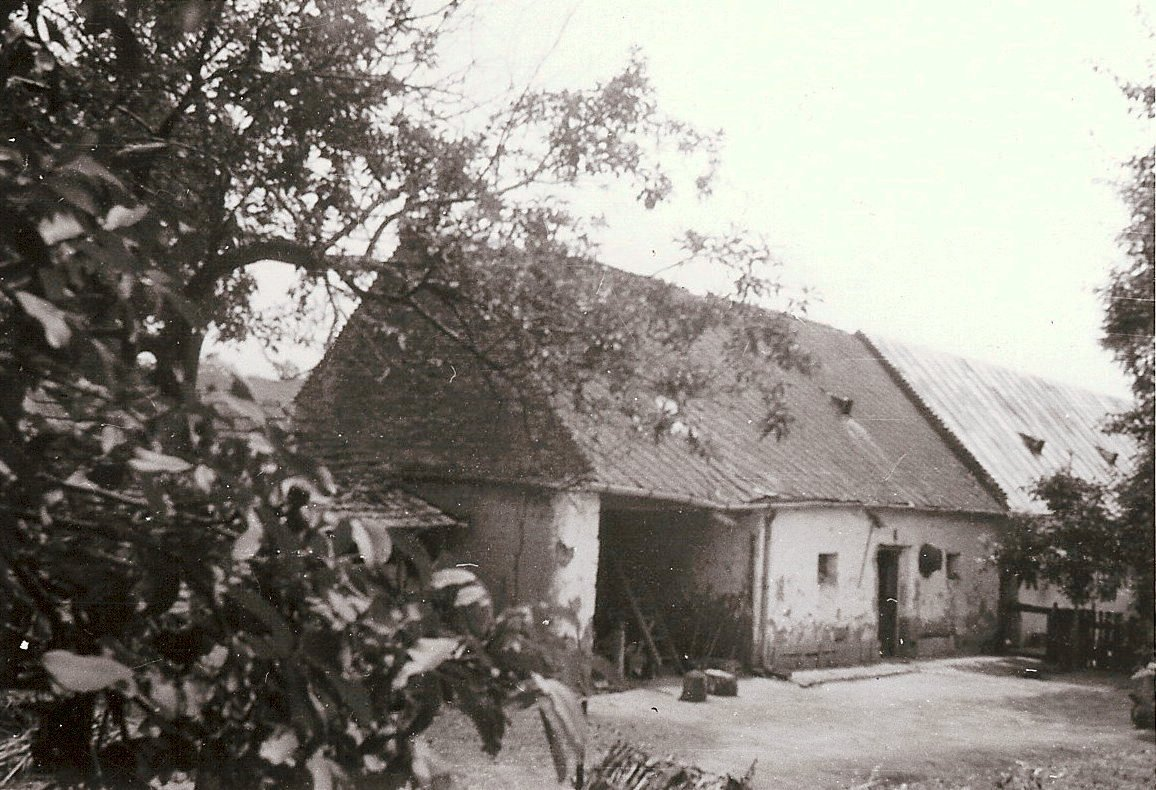
parasztház fészere, istállója (Szabó Nándor porta, 1982)
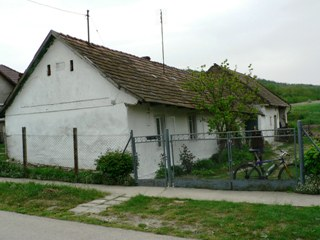
volt pásztorház (hajdani Németh Pál juhász háza, épült a 19. század végén)
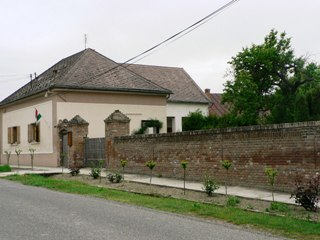
Kőkerítéses módosabb ház (ma lelkészi lak)
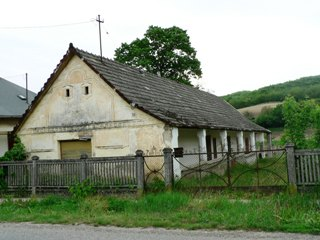
Kőoszlopos tornácos ház
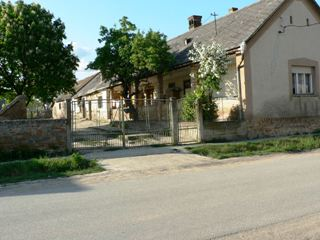
hajdani Táci család háza istállóval, ólakkal
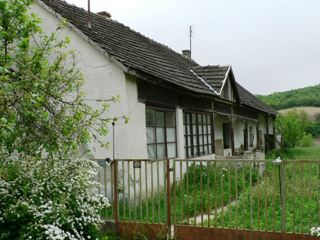
Faoszlopos tornácos ház
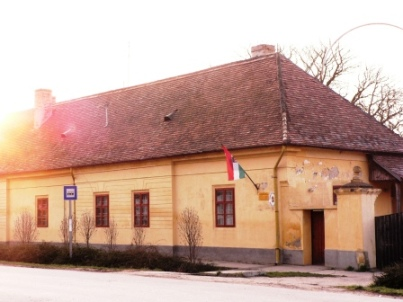
Cziráki ház (volt plébánia, ma szociális otthon)

## Régi térképek
- Theil ezredes féle térkép (1782-1785, 1:28 800, Coll XI Sectio XXVI
- II. Katonai térkép, (Alfred Gizetzky, 1857, 1:28 800, 57/XXIX)
- III. Katonai felmérés, (Stefan Kovacsics, 1882, 1:25 000)
- Magyar Néphadsereg Vezérkari térkép. (1935. Méretaránya 1:2500)[58]

## Képek

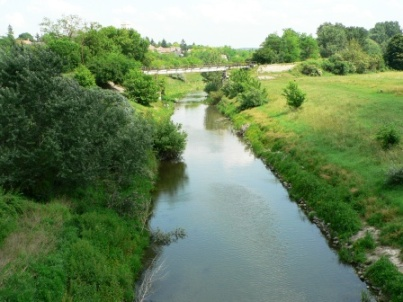
Jobb napokat látott vasúti híd a Sión
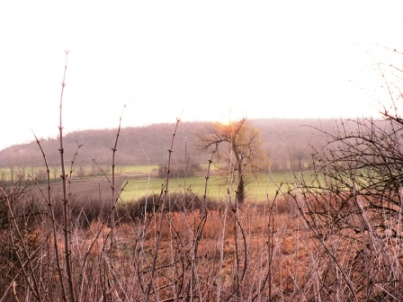
Fák tetején táncol a nap ...
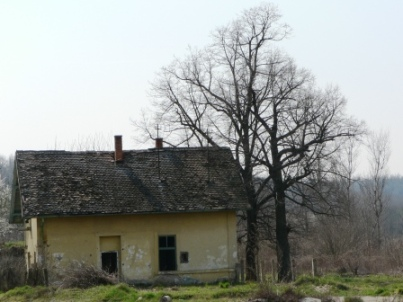
1980-as évek végén még gőzöst fogadott a vasútállomás
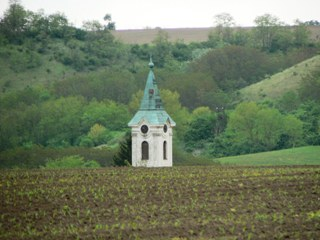
Tornyok a földből nőnek 1.
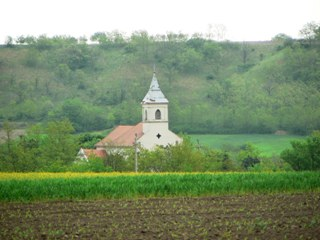
Tornyok a földből nőnek 2.
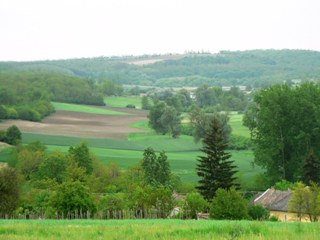
Nyéki legelő
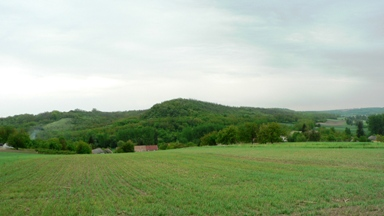
Várhegy
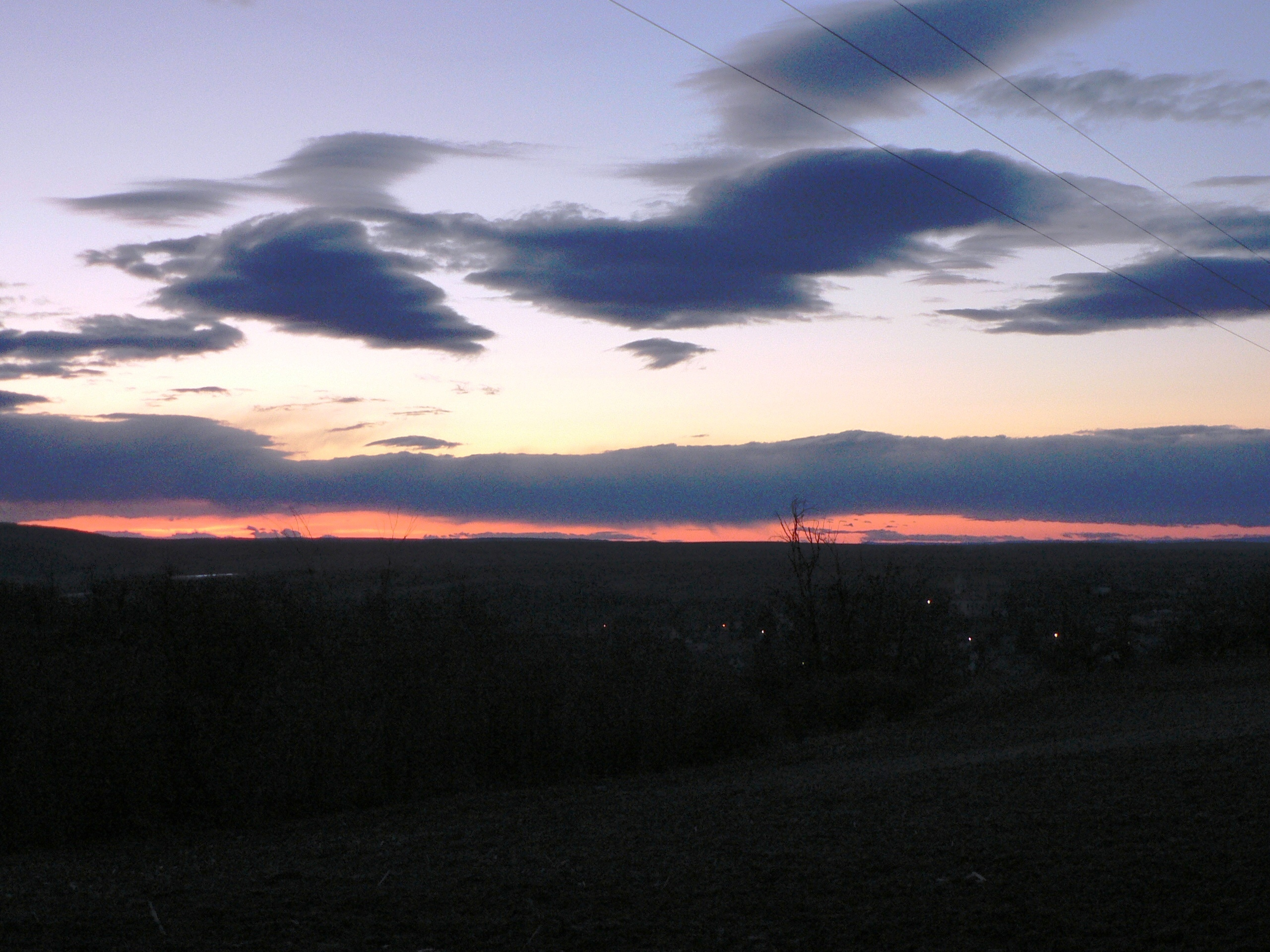
Alkony a község felett

## Régi képek

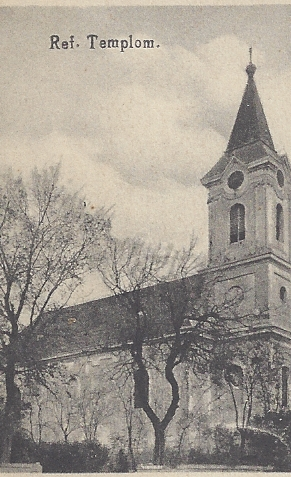
Református templom 1932-ben
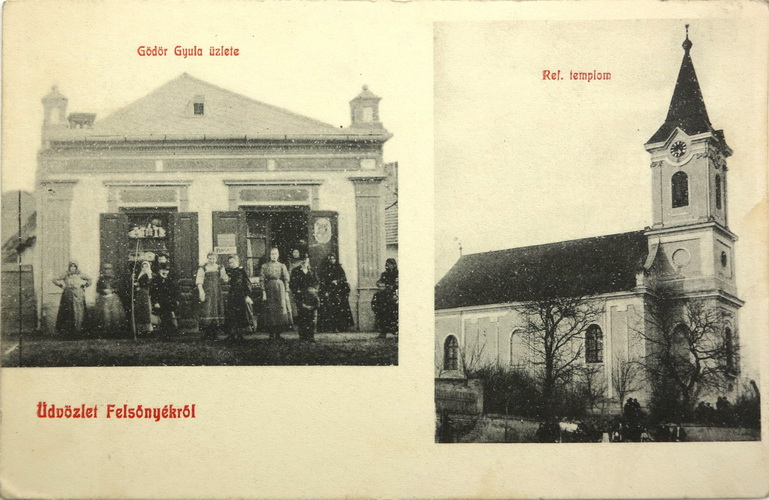
Gödör Gyula üzlete és a református templom képeslapon
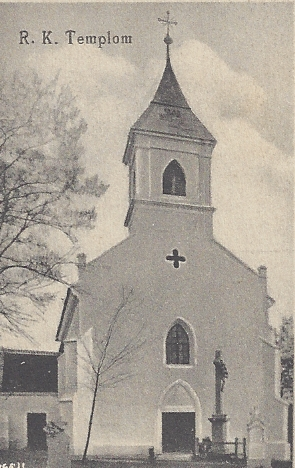
Római katolikus templom 1932-ben
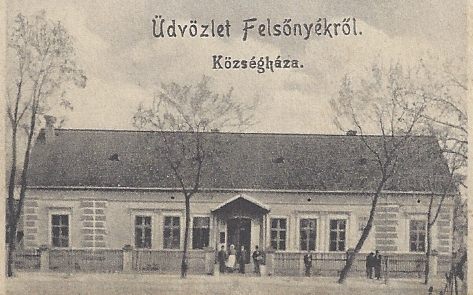
Felsőnyék Polgármesteri Hivatala 1932-ben
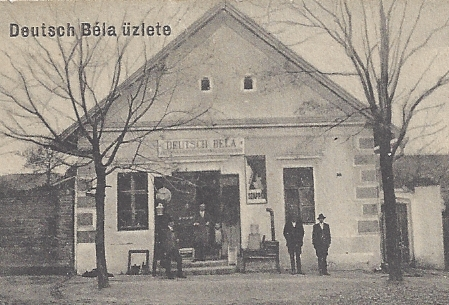
Deutsch Béla üzlete 1932-ben egy képeslapról
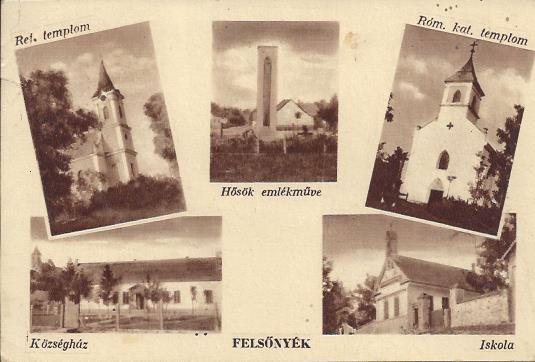
felsőnyéki képeslap 1949-ből